# Università nel Medioevo

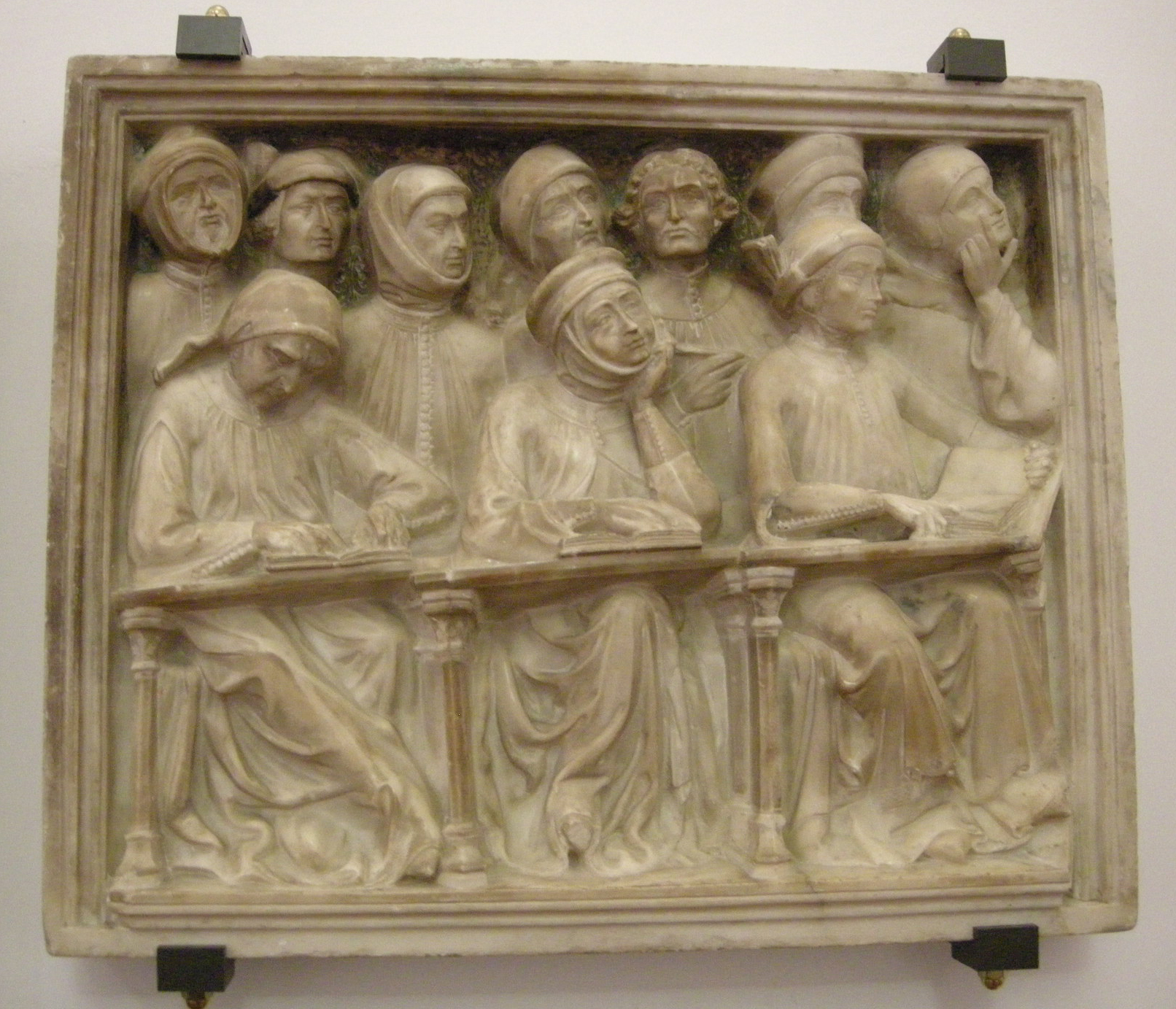
Studenti raffigurati in un frammento dell'arca di Giovanni da Legnano. Opera di Pierpaolo dalle Masegne, 1383, Bologna, Museo medievale.

Le università nel Medioevo iniziarono a costituirsi dai primi decenni del XII secolo per tutto il XIII secolo. Le loro radici storiche vanno ricercate soprattutto nelle pre-esistenti scuole delle chiese cattedrali e dei monasteri. Da queste, in un periodo di più ampi cambiamenti sociali e culturali noto come il Rinascimento del XII secolo, si evolse un nuovo modello educativo ed istituzionale. 
Constatando che le scuole formate presso le sedi monastiche o vescovili stavano ricevendo una crescente domanda di istruzione, in alcune città studenti e professori si associarono e crearono delle scuole, chiamate da loro università per la presenza di discenti provenienti anche da altre nazioni. La prima università è solitamente considerata quella di Bologna; apparsa come un unico corpo organizzato fin dal 1088 (il riconoscimento ufficiale lo ebbe nel 1158), essa nacque inizialmente come centro di studi giuridici. Alla metà del XII secolo, sul modello bolognese, emerse l'Università di Parigi, che avrebbe ricevuto la sanzione ufficiale nel 1200 da re Filippo II e da papa Innocenzo III nel 1215. Da qui in avanti gli istituti iniziarono a diffondersi per gran parte d'Europa, tanto che nel 1300 vi erano già almeno venti università in attività e più di settanta due secoli dopo.
L'organizzazione delle università seguì il modello delle corporazioni delle arti e mestieri tipico dell'età medievale, che gli conferiva una certa autonomia. Le cariche di governo erano elettive e dovevano rispondere a un'assemblea di rappresentanti delle facultas e delle nationes, al cui vertice vi era un Rettore e il cui incarico durava solitamente un anno. Le materie di studio erano diritto, medicina, arti liberali e teologia, con quest'ultima che fu esclusiva di Parigi per molto tempo. La durata degli studi era variabile, malgrado solitamente si trascinasse per molti anni, e al termine del percorso, previo il superamento di un esame, lo studente poteva ottenere la licentia ubique docendi, che gli avrebbe permesso di insegnare in tutto il mondo cristiano occidentale. Il metodo scolastico fu alla base degli insegnamenti. I libri manoscritti si rivelarono lo strumento essenziale per studenti e professori, con il risultato che la necessità di disporne in sempre maggiore quantità contribuì a escogitare sistemi per renderli più economici e più velocemente copiabili. Contestualmente iniziò a muovere i primi passi quella che successivamente sarà l'attività editoriale.
La nascita delle università fu anche fonte di scontri. Innanzitutto, la presenza in città di studenti stranieri, talvolta poveri, garantiti da alcune immunità in quanto chierici (erano sottoposti a tonsura) e spesso avvezzi alla goliardia se non proprio alla commissione di veri reati, portò rimostranze da parte degli altri cittadini che appartenevano certamente "ad un altro mondo". Non di rado queste situazioni sfociarono nel sangue. Degna di nota si dimostrò la polemica tra i professori e gli appartenenti agli ordini mendicanti, poiché quest'ultimi vennero accusati di fare concorrenza sleale ai primi. Ne seguì una disputa, anche teologica, in cui presero posizione filosofi, papi e perfino il re Luigi IX di Francia.
Alla fine del medioevo l'istituzione universitaria aveva ormai perso il suo slancio di originalità e innovazione, ma riuscì comunque a sopravvivere alla crisi della filosofia scolastica e, guardando al nuovo movimento umanista che andava ad affermarsi, poté continuare ad esistere come istituzione oramai consolidata per tutta l'età moderna.

## Definizione
Nel Medioevo il termine universitas (università) indicava una qualsiasi corporazione o associazione; per universitas magistrorum et scolarium (università dei maestri e degli studenti) si intendeva dunque quell'insieme di persone che in una città svolgevano le attività di insegnamento o apprendimento o funzioni a queste strettamente connesse. Pertanto, differentemente dalla definizione contemporanea, non ci si riferiva all'istituzione in sé, che a volte non era nemmeno ben definita e organizzata, ma a coloro che facevano funzionare lo studium (l'insegnamento superiore), garantendone autonomia e protezione in un modello del tutto simile a quello delle corporazioni delle arti e mestieri, tipico dell'epoca. Nell'età contemporanea la locuzione "università" è rimasta in uso per indicare esclusivamente quella che fu proprio l'universitas magistrorum et scolarium.
L'università medievale era anche definita come "studium generale", in quanto il titolo da essa rilasciato al termine degli studi vantava un valore universale; inoltre, a differenza di altre forme di insegnamento superiore, le università erano aperte a tutti.

## Le origini: il contesto europeo tra XI e XII secolo

### Scuole cattedrali

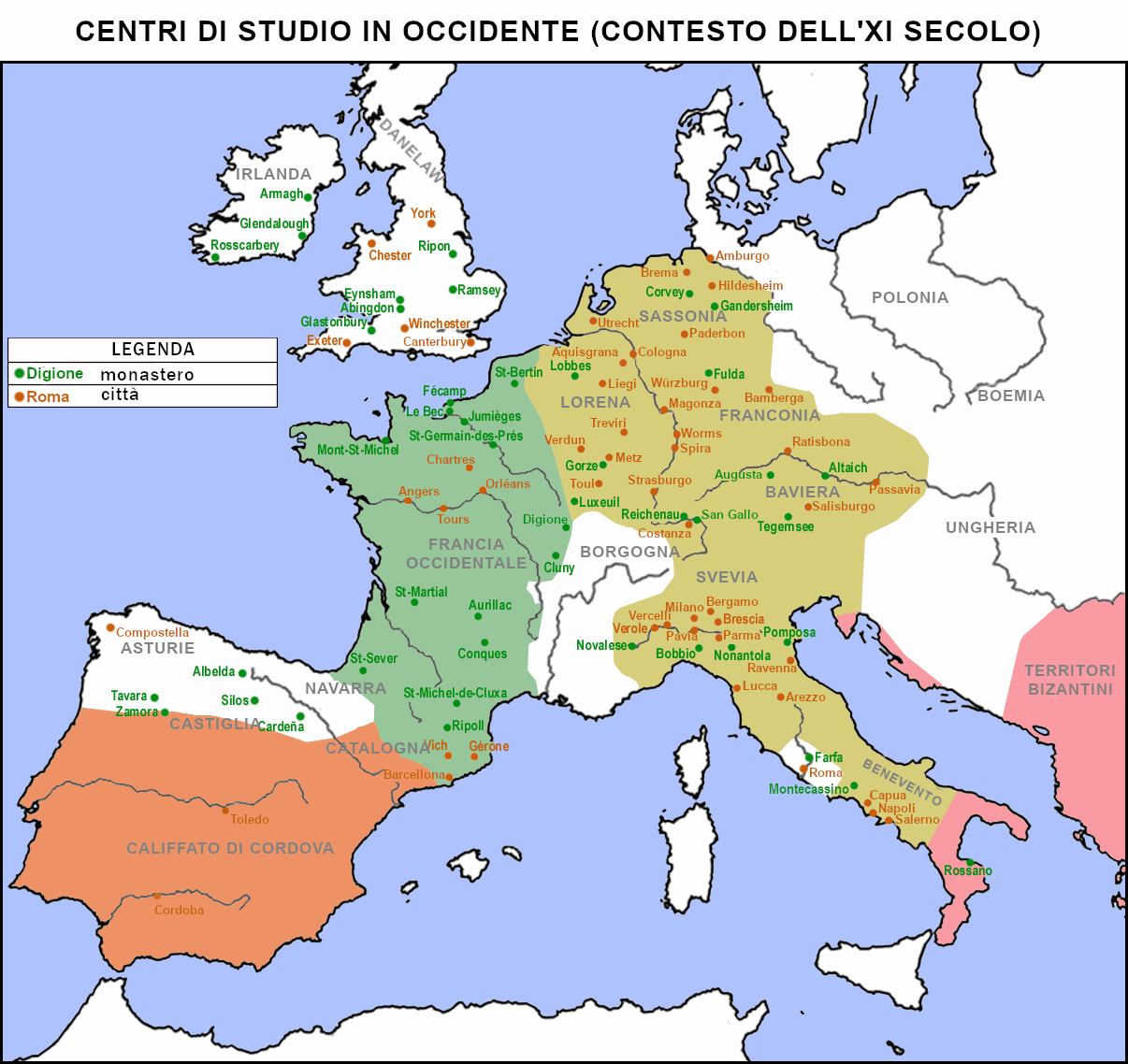
Centri di studio nella metà dell'XI secolo: in verde le scuole monastiche, in arancione le scuole episcopali.

Fino al XII secolo, in Europa l'insegnamento era quasi totalmente monopolizzato dalle scuole cattedrali, che, gestite esclusivamente da monaci e religiosi, devono il proprio nome al fatto di essere state istituite all'interno di abbazie, monasteri e cattedrali. Il funzionamento delle scuole cattedrali era strettamente sottoposto al controllo della Chiesa cattolica. La penisola italiana, nel suo variegato panorama politico, rappresentava l'eccezione, in quanto erano presenti alcune scuole laiche private: a Roma, Ravenna e Pavia si tenevano lezioni di arti liberali, a Salerno aveva sede la prima scuola medica occidentale (nata tuttavia grazie all'influenza del mondo arabo), mentre a Bologna erano presenti scuole di notariato e di diritto pratico.
Le scuole cattedrali avevano come scopo principale la formazione dei giovani chierici in previsione del loro ingresso nel monastero; raramente venivano ammessi allievi esterni appartenenti a ricche famiglie, ma sempre mantenendo una netta distinzione tra i due gruppi. La scuola era posta sotto la direzione di uno scolasticus che rispondeva direttamente al vescovo o all'abate e che, nella sua funzione di insegnante, poteva avvalersi di alcuni assistenti. La qualità dell'insegnamento non era la priorità, in quanto si riteneva sufficiente preparare l'allievo alle sue future funzioni liturgiche, con qualche eccezione dovuta alla presenza di un maestro di particolare capacità.

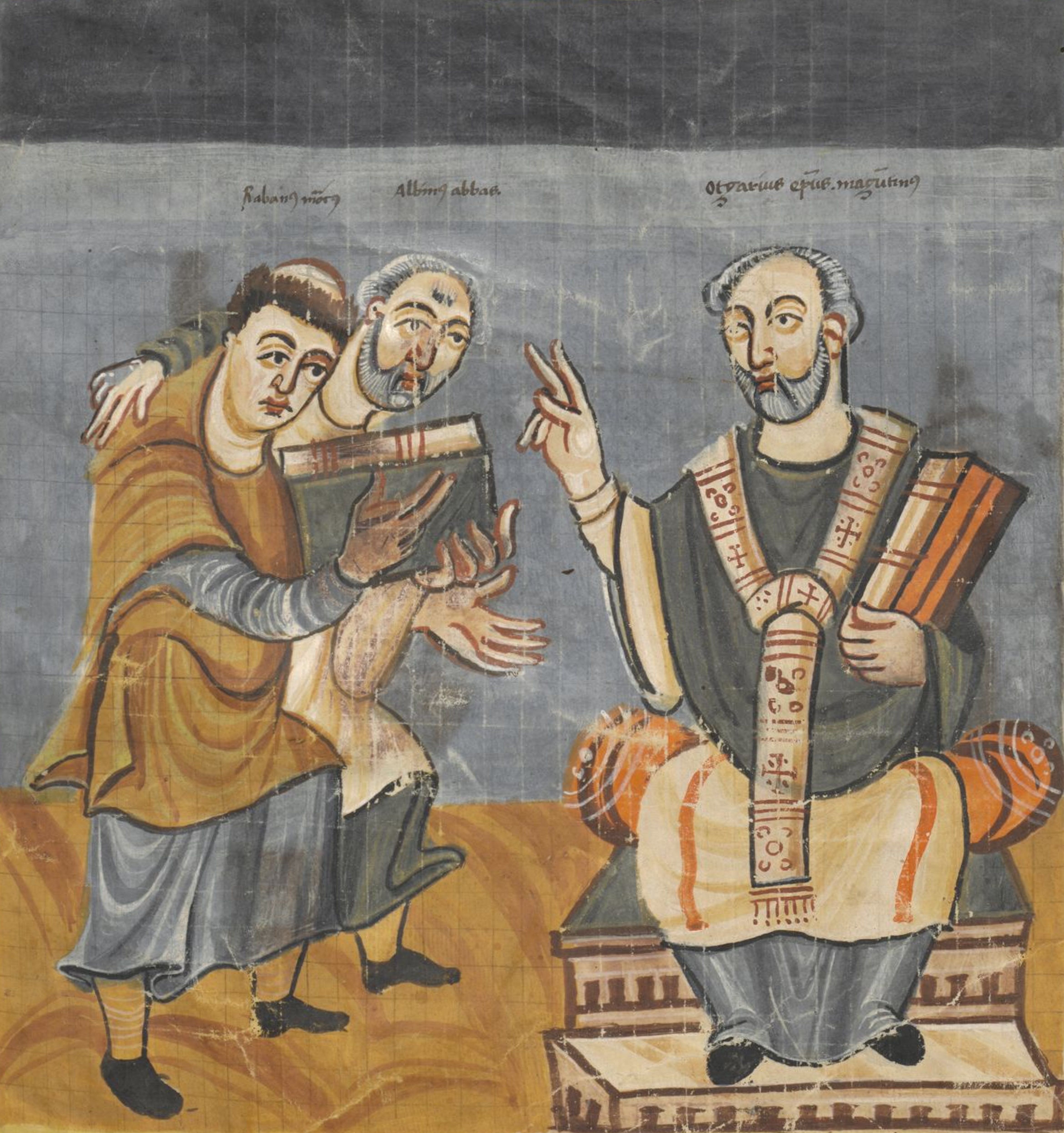
Rabano Mauro e Alcuino di York presentano un libro all'arcivescovo di Magonza. Nell'XI secolo il modo di insegnare era ancora sostanzialmente quello introdotto da Alcuino durante la rinascita degli studi di età carolingia

La riforma della Chiesa dell'XI secolo non aiutò a migliorare la situazione, nonostante fosse ben noto il problema relativo alla mediocrità del sistema didattico, come testimoniano le critiche mosse dal celebre teologo riformista Pier Damiani. Agli inizi del XII secolo, gli insegnamenti seguivano ancora i principi e i programmi di epoca carolingia come erano stati elaborati da Alcuino di York su richiesta di Carlo Magno. Il percorso di studio degli allievi era basato sulle arti liberali, raggruppate in materie del Trivium (grammatica, retorica, dialettica) e materie del Quadrivium (aritmetica, geometria, musica, astronomia). I libri a disposizione per chi avesse voluto studiare erano pochi, sia per l'elevato costo, sia perché molti classici antichi erano andati persi. Inoltre, in Occidente si era oramai completamente dimenticato il greco antico, rendendo pressoché inutili i testi scritti in tale lingua. Principalmente, si utilizzavano le opere di Elio Donato e Prisciano di Cesarea per la grammatica, quelle di Cicerone per la retorica, la Bibbia con i commenti dei Padri della Chiesa (Gregorio Magno su tutti) per la teologia.
Le notizie sui programmi di insegnamento in uso all'epoca ci vengono perlopiù dall'opera Didascalicon de studio legendi di Ugo di San Vittore, teologo attivo nella prima metà del XII secolo.

### Rinascimento culturale del XII secolo

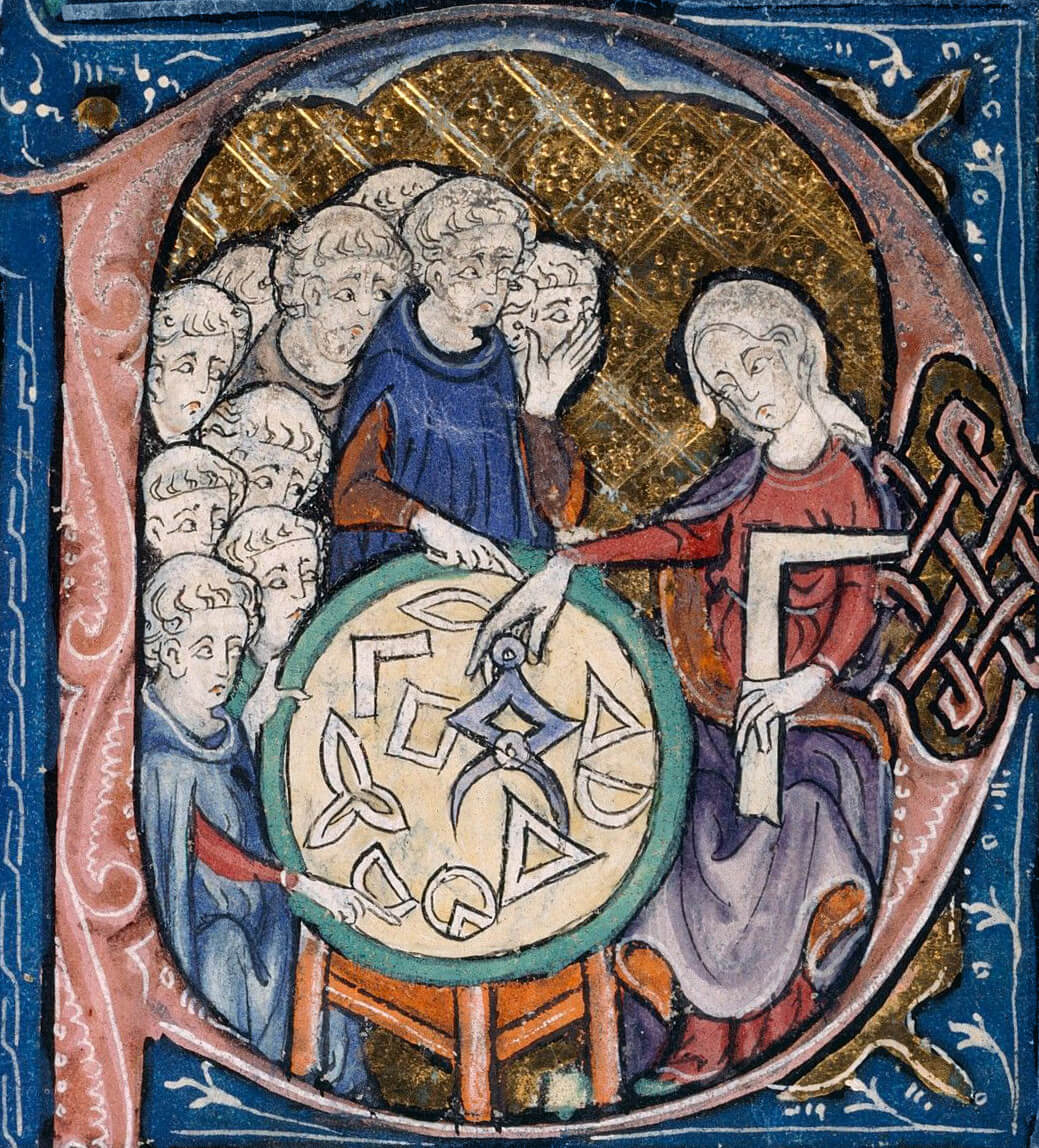
Frontespizio degli Elementi di Euclide, tradotto da Adelardo di Bath in latino. L'opera dei traduttori fu fondamentale per la rinascimento culturale del XII secolo propedeutico poi alla formazione delle università

In Europa il XII secolo fu caratterizzato da un profondo rinnovamento del mondo della cultura, stimolato da un contesto di crescita demografica ed economica che, inevitabilmente, influenzò molto anche le istituzioni preposte all'insegnamento. Innanzitutto, il contesto culturale poté beneficiare del lavoro di traduttori che permisero di riscoprire gli antichi classici latini e greci in gran parte dimenticati in Occidente, dove il greco antico non era più capito, ma che erano ancora ben conosciuti nel mondo arabo o nell'Impero bizantino. Questi traduttori iniziarono a comparire nelle città che detenevano forti legami con Costantinopoli, come Venezia, o dove vi erano contatti con le popolazioni islamiche, come nella cosmopolita Sicilia o nella Spagna musulmana. Grazie a loro, gli intellettuali europei poterono disporre, solo per fare alcuni esempi, dell'opera completa di Aristotele, dei lavori di Euclide, di Archimede e Claudio Tolomeo, e accedere alle opere degli intellettuali arabi, quali Rhazes, Al-Khwarizmi e Avicenna; la letteratura medica poté essere arricchita dalle opere di Ippocrate e di Galeno. Tra i tanti traduttori che permisero questa riscoperta si possono ricordare gli italiani Giacomo da Venezia, Burgundio Pisano e Gherardo da Cremona, gli inglesi Adelardo di Bath e Roberto di Chester, gli spagnoli Pietro Alfonsi, Ugo di Santalla e Giovanni da Siviglia.
La lotta per le investiture aveva contrapposto duramente papato e impero nel secolo precedente e aveva dato un forte impulso agli studi giuridici, in quanto le due parti in lotta avevano ricercato giustificazioni giuridiche a sostegno delle rispettive pretese di superiorità sul contendente. Questi stimoli contribuirono dapprima alla nascita della cosiddetta "scuola bolognese dei glossatori" e, successivamente, alla compilazione da parte del monaco Graziano del Decretum, la prima raccolta di diritto canonico su base logica.
Nel XII secolo si assistette anche a un forte aumento della popolazione delle città, dove si potevano incontrare persone di origine e culture diverse. La vita cittadina era caratterizzata dalla presenza di corporazioni, chiamate universitas, in cui gli abitanti che svolgevano la medesima professione si riunivano per assicurarsi una mutua protezione. Di norma le corporazioni erano dotate di autonomia interna, la loro personalità giuridica era riconosciuta dalle autorità pubbliche e la loro organizzazione era retta da uno statuto. Al loro interno vigeva una struttura gerarchica (solitamente formata da apprendisti, dipendenti e maestri), ma, per chiunque, era possibile scalarla secondo regole predeterminate. Sarà questo il modello su cui si baseranno le comunità fatte di professori e allievi che daranno vita alle università del medioevo.

### Formazione del modello dell'università medievale

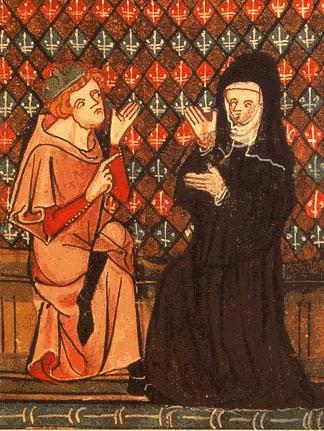
Il celebre professore di teologia Abelardo con Eloisa in un manoscritto del XIV secolo

In un tale contesto, le scuole cittadine si moltiplicarono a discapito di quelle dei monasteri rurali, che erano invece in forte diminuzione. La Chiesa rispose a tale mutamento con il Concilio Lateranense III del 1179, durante il quale venne deciso che ogni capitolo di cattedrale doveva avere una propria scuola, che gli insegnamenti dovevano essere impartiti gratuitamente, essendo i maestri stipendiati dalla Chiesa, e che dovesse essere concessa la licentia docendi a chiunque la richiedesse e che possedesse sufficienti requisiti culturali. Con quest'ultimo punto, la Chiesa riconosceva la necessità di creare ulteriori scuole private oltre a quelle cattedrali, ma, allo stesso tempo, rivendicava la sua prerogativa sul controllo dell'insegnamento. Un'altra pietra miliare verso lo sviluppo del modello dell'università fu la richiesta, da parte delle scuole private, che venissero loro riconosciuti, da parte del potere secolare, alcuni privilegi. Il primo esempio di questo genere avvenne nel 1158, quando l'imperatore Federico I Barbarossa emise la costituzione imperiale Authentica Habita, con cui concesse i primi privilegi agli studenti bolognesi.
Iniziarono così a comparire le prime scuole private sorte intorno a un maestro, istituzioni che precedettero le università. Anselmo di Laon e Alberico di Reims furono celebri insegnanti di teologia, Pietro Abelardo insegnò a Parigi, introducendo l'utilizzo della dialettica per lo studio della Sacra Scrittura e delle opere di Padri della Chiesa, mentre presso la scuola di Chartres i filosofi Bernardo e Teodorico offrivano lezioni di filosofia platonica e di scienze naturali, con l'intento di «ritrovare nella natura le leggi razionali su cui Dio ha progettato la Creazione». Gilberto Porretano e Giovanni di Salisbury furono altri importanti intellettuali attivi a Chartes nel XII secolo.
Il miglioramento delle condizioni sociali e culturali, il moltiplicarsi dei centri di studio e il lavoro di intellettuali di grande caratura determinarono un netto incremento della qualità formativa del tempo, che non passò inosservato ai contemporanei. Già intorno al 1117 Guiberto di Nogent osservò che «una volta, e ancora negli anni della mia giovanezza, i maestri erano poco numerosi: nei paesi mancavano del tutto e se ne incontrava appena qualcuno in città. E anche quando se ne trovavano, la loro scienza era così misera che non la si potrebbe paragonare neppure a quella dei chierici vaganti di oggi». Il passo verso la diffusione del modello dell'università era oramai prossimo.

## Nascita e sviluppo

### Primi esempi: Parigi e Bologna

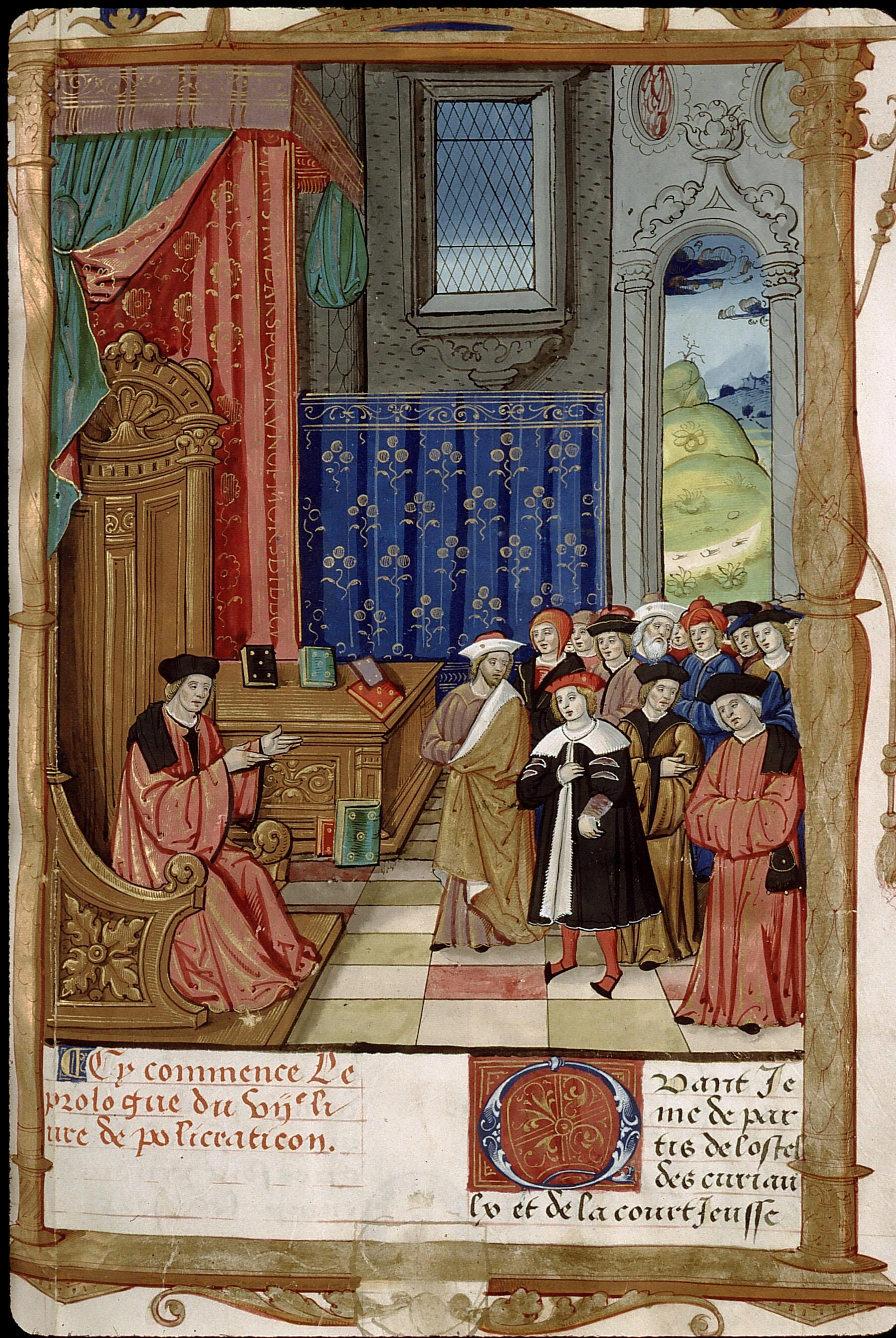
Giovanni di Salisbury lodò la città di Parigi descrivendola come luogo di felicità e di attività intellettuale.

L'apertura all'insegnamento privato, i nuovi prototipi culturali e la diffusione del modello corporativo furono quindi la base per il passaggio dalle scuole cattedrali alle università medievali. Tuttavia, non fu un passaggio netto, ma un processo graduale lungo tutto il XII secolo. Lo storico Hastings Rashdall osservò che le prime università medioevali emersero spontaneamente come «una corporazione scolastica, sia di maestri che di studenti... senza alcuna espressa autorizzazione di re, papa, principe o prelato». Ogni università si sviluppò in modo pressoché autonomo con proprie caratteristiche peculiari in base al contesto sociale e politico ove si trovavano; tuttavia quelle di Bologna e di Parigi, tra le prime a formarsi, rappresentarono i modelli a cui tutte successivamente si ispirarono. In particolare, Bologna rappresenterà l'archetipo di universitas scholarium ("università degli studenti") in quanto originatasi per iniziativa degli studenti che si unirono reclutando gli insegnanti. Parigi sarà invece universitas magistrorum, cioè "università dei maestri", conseguentemente al fatto che furono loro a dare impulso all'organizzazione delle attività didattiche. Non si deve però pensare che esista un momento preciso in cui queste nacquero, ma si trattò perlopiù di un processo continuo che trasformò le precedenti scuole autonome in organizzazioni più complesse di tipo corporativo a cui successivamente si aggiunse un riconoscimento formale da parte delle autorità.

#### Parigi
L'Università di Parigi nacque nel fervente scenario culturale già presente fin dall'XI secolo nelle scuole cittadine e nel chiostro di Notre Dame, scenario ben documentato nel secolo successivo dalla presenza di celebri personalità come Giovanni di Salisbury, Pietro Abelardo e Pietro Lombardo che gettarono le basi per lo studio della teologia. La presenza già a quel tempo a Parigi di studenti e professori provenienti da tutta Europa sarà uno dei tratti più tipici della futura istituzione universitaria. È difficile, anche per la mancanza di fonti certe, stabilire con esattezza l'istituzione dell'università ma si può stimare con ragionevole certezza che tra il 1180 e il 1220 l'attività di insegnamento avesse ormai raggiunto un modello organizzativo di tipo corporativo.
I primi anni parigini furono contraddistinti da una reciproca diffidenza tra universitari e borghesi, due mondi opposti per molti aspetti; una diffidenza che talvolta degenerò in violenza, spingendo i primi alla ricerca di protezioni. Nel 1200 il re di Francia, Filippo Augusto, riconobbe ufficialmente per la prima volta l'università parigina, decretando che tutti gli appartenenti fossero sottoposti alla giurisdizione dei tribunali ecclesiastici; successive bolle pontificie confermarono il loro status di chierici, il quale prevedeva la scomunica a chiunque avesse usato violenza contro di loro. Nonostante ciò, gli episodi di sangue non cessarono del tutto e una violenta rissa fu la scintilla che portò allo sciopero studentesco del 1229. Lo sciopero si concluse con l'affermazione della classe studentesca e l'indebolimento del potere di controllo da parte della Chiesa locale, a favore della politica accentratrice perseguita da papa Innocenzo III, il quale pose l'università parigina sotto il suo diretto patrocinio.

#### Bologna

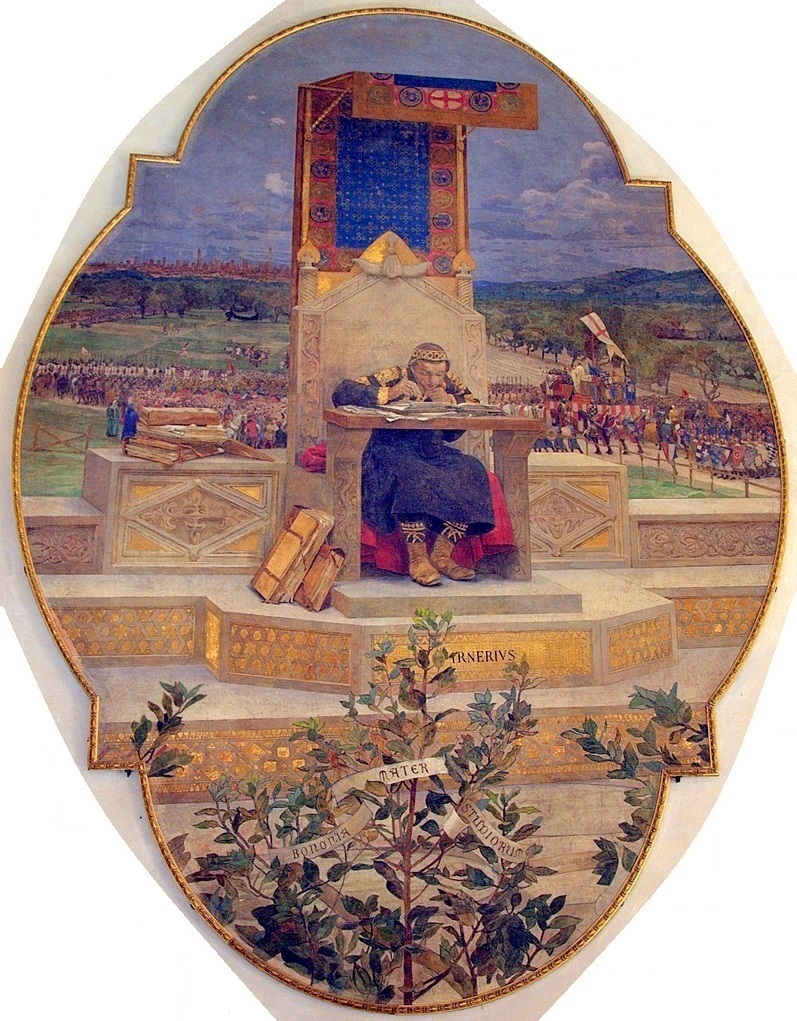
Il giurista Irnerio intento a glossare il corpus iuris civilis. Il suo insegnamento fu parte delle origini dell'università di Bologna

L'Università di Bologna è considerata la più antica, ma anche in questo caso la sua formazione non è delineabile con certezza. Secondo Giorgio Cencetti ebbe la sua origine dalle scuole di notariato presenti in città nell'XI secolo. Tra la fine dell'XI e l'inizio del XII a Bologna fu attiva la scuola dei glossatori che aveva reintrodotto dopo secoli l'insegnamento del diritto sulla base del corpus iuris civilis di Giustiniano, segnando una svolta nella scienza giuridica dell'epoca. Nel XII secolo il comune medievale di Bologna, trovatosi in mezzo alla cosiddetta lotta per le investiture, poteva vantare una grande autonomia che favorì lo sviluppo delle associazioni corporative basate sulla protezione reciproca tra membri. Tale clima influì profondamente pure sull'ambiente scolastico, che iniziò anch'esso a seguire un tale modello.
L'imperatore Federico Barbarossa ricambiò il sostegno dei maestri bolognesi di diritto alla dieta di Roncaglia emanando nel 1155 la costituzione imperiale Authentica Habita, con la quale venivano concessi agli universitari di Bologna privilegi speciali e immunità giuridiche, sancendo il riconoscimento formale dell'università bolognese. Tale concessione sarà poi «alla base di tutta la futura legislazione scolastica imperiale». Morto il Barbarossa, per sopperire alla mancanza della sua protezione gli studenti rafforzarono ancora di più la loro associazione dando vita a due grandi gruppi: i citramontani (italiani non bolognesi) e gli ultramontani (provenienti da fuori Italia); al loro interno questi gruppi erano ulteriormente divisi in Nationes. Queste organizzazioni man mano acquisirono sempre più forza, guadagnandosi velocemente anche nuovi appoggi da parte dell'Impero e del Papato desiderosi di poter beneficiare, per le rispettive ragioni, del mondo universitario.

### Diffusione

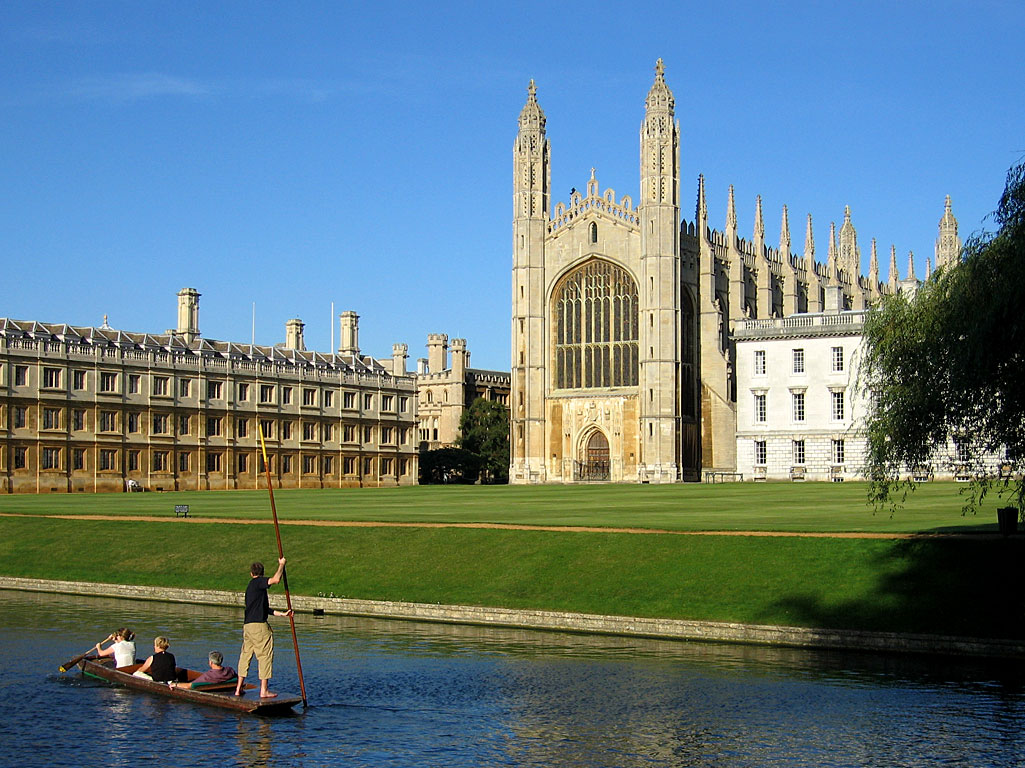
Il King's College (al centro) dell'Università di Cambridge, una delle più antiche università nata come secessione da quella di Oxford

Sulla base dei modelli bolognese e parigino, altre università vennero ad essere progressivamente istituite in Europa con diverse modalità per tutto il XIII secolo. In primo luogo, molte università nacquero spontaneamente come sviluppo delle precedenti scuole cattedrali, che si trasformarono in istituzioni private dotate di un proprio statuto, acquisendo un certo grado di autonomia e privilegi. Questo fu il caso, ad esempio, dell'Università di Parigi e di Oxford. Altri istituti nacquero invece a seguito di secessioni avvenute all'interno di un'università già esistente, come avvenne, per esempio, per l'Università di Cambridge, che fu fondata ufficiosamente nel 1208 da insegnanti e studenti provenienti da Oxford, ricevendo solo nel 1318 la legittimazione ufficiale. In Italia, l'Università di Padova venne fondata nel 1222, quando un gruppo di studenti e professori migrarono dall'Università di Bologna alla ricerca di una maggiore libertà accademica garantita da un contesto sociale e politico più favorevole, portando tuttavia con sé alcuni caratteri del modello bolognese. In Francia, a seguito della rivolta studentesca del 1229, molti studenti e maestri abbandonarono l'ateneo parigino, sparpagliandosi in gran parte del regno e dando vita a nuove scuole, che in breve tempo divennero università a tutti gli effetti, come avvenne per esempio a Orléans e ad Angers, le quali ricevettero il riconoscimento di sedi universitarie rispettivamente nel 1306 e nel 1337.
Infine, non di rado, molte università nacquero su iniziativa della Chiesa o del potere temporale, che sempre più necessitavano di personale amministrativo intellettualmente preparato per far fronte ad un mondo sempre più complesso, soprattutto sul piano giuridico. Queste poterono contare fin dall'inizio della loro storia di una legittimazione garantita da una bolla pontificia o da una carta di fondazione (a seconda che fosse nata per volontà papale o di un monarca) che ne delineava la propria organizzazione e i propri privilegi. Uno dei primi esempi di questo tipo risale alla istituzione, da parte dell'imperatore Federico II di Svevia, dell'Università di Napoli nel 1224, con il duplice intento di fare concorrenza al Comune di Bologna, ostile all'Impero, e di dotarsi di funzionari capaci. Fu così che «papi e sovrani non si accontentarono più di tollerare il fenomeno universitario, ma iniziarono a promuoverlo». Altri esempi furono l'Università di Tolosa, nata nel contesto della crociata contro i Catari per favorire l'estirpazione di tale eresia, l'Università di Palencia, istituita dal re di Castiglia e Leon nel 1208 circa, quella di Salamanca, fondata nel 1218, e quella di Valladolid, risalente al 1250 circa. Nonostante questi istituti fossero nati per volere dell'autorità, generalmente potevano vantare comunque una sostanziale autonomia garantita dal proprio statuto.

### Sviluppi tra XIII e XIV secolo

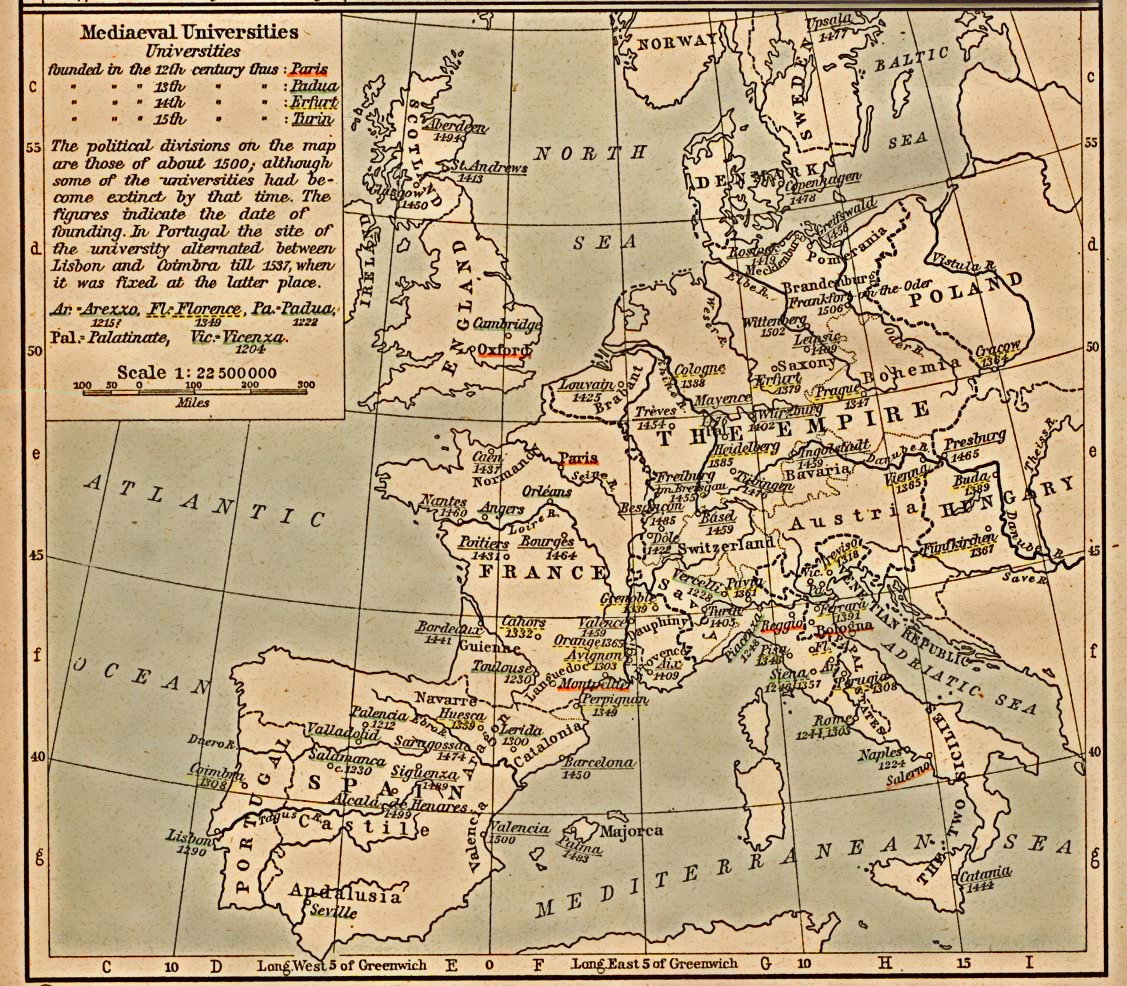
Mappa delle università medievali

Nel clima di stimolante impegno culturale veniva riscoperta la cultura classica e nelle università si leggevano e commentavano le opere degli scrittori greci e latini. Nel periodo che va dalla fine del XII secolo alla fine del XIII, il movimento culturale delle università si diffuse in una parte consistente dell'Europa. Nel 1300 vi erano già in Europa almeno venti università, di cui dieci in Italia (Bologna, Parma, Modena, Vicenza, Arezzo, Padova, Napoli, Vercelli, Siena, Salerno e lo Studium della curia romana), cinque in Francia (Parigi, Montpellier, Tolosa, e Angers), due in Inghilterra (Oxford e Cambridge), due in Spagna (Salamanca e Valladolid) e l'Università di Lisbona in Portogallo (che sarà poi trasferita a Coimbra). Non si trattava però di istituzioni tra loro equivalenti poiché fino alla fine del Medioevo, anche quando il numero delle università crebbe notevolmente, quelle che non avevano solo una funzione locale, ma che attiravano docenti e studenti da altri paesi europei (la cosiddetta peregrinatio academica) erano poche; se ne possono individuare con una certa sicurezza sette: Bologna, Parigi, Montpellier, Oxford, Padova, Salamanca e Cambridge.
Nel corso del XIV secolo, nella penisola italiana, nacquero l'università di Perugia (1308), di Pisa (1343), di Firenze (1349) e di Pavia (1361). Negli stessi anni, in Francia, sorsero a Angers, Avignone, Cahors e Grenoble. La diffusione coinvolse nel Trecento anche l'Europa centro-orientale, se si pensa alla costituzione dell'Università Carolina di Praga (1348), dell'Università Jagellonica di Cracovia (1364), dell'Università di Vienna (1365) e dell'Università di Pécs (1367).

## Protagonisti

### Studenti

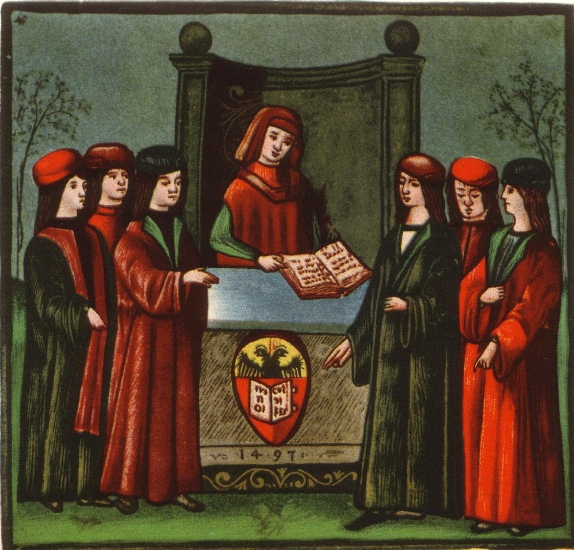
Studenti della nationes tedesca all'università di Bologna

Come detto l'universitas era intesa come l'insieme di persone che partecipavano all'attività di formazione intellettuale all'interno di una data città e di cui gli studenti furono gli assoluti protagonisti. La popolazione studentesca dell'università medievale appariva come un universo assai variegato e assai particolare per i canoni dell'epoca. Essi potevano avere età diverse a seconda dell'istituto, andando dai quattordici anni per chi frequentava i corsi di arte a Oxford o Parigi, ai trent'anni per coloro che studiavano giurisprudenza a Bologna. Assai frequente era la peregrinatio academica, ossia l'uso da parte degli studenti di spostarsi, anche su lunghe distanze, alla ricerca delle condizioni più favorevoli ai loro scopi; un fenomeno, quello dei clerici vagantes, favorito «dall’assenza di frontiere, da una lingua comune (il latino medievale), dal carattere universale dei titoli, da strutture complessivamente simili». I rischi e i disagi patiti in conseguenza di tali scelte dettero origine alla nascita delle corporazioni studentesche, strutturate localmente su base etnica, in quanto formate da persone provenienti da una medesima entità linguistico-geografica-statuale; a partire dal XIII secolo per designarle si affermò il termine nationes. Per far fronte alle difficoltà degli studenti stranieri, e in particolare alla cronica mancanza di alloggi a costo accessibile, presto nacquero anche i collegi con lo scopo «di assicurare vitto e alloggio, ma destinati a diventare veri e propri centri di insegnamento»; quello della Sorbona è probabilmente l'esempio più celebre.
Una volta entrati nell'università gli studenti abbandonavano lo status di laici per acquisire quello di chierici, in ossequio alla forte influenza da parte della Chiesa nelle istituzioni culturali. In questo contesto il diritto canonico precludeva alle donne l'ingresso nelle università. Agli studenti era richiesto di essere e mantenersi celibi e molti dovettero prendere la tonsura e professare gli ordini minori. Tuttavia, era frequente che una volta terminati gli studi, essi tornassero a vivere nel secolo e a sposarsi continuando la propria carriera al di fuori dell'ambito ecclesiastico pur conservando alcuni dei privilegi acquisti. In quanto chierici, almeno a partire dal XIII secolo, gli studenti poterono beneficiare della stessa protezione legale che spettava al clero, trovandosi così nella condizione di essere processati per eventuali delitti solo in un tribunale ecclesiastico e ad essere immuni da qualsiasi punizione corporale. Tra gli altri privilegi concessi agli studenti vi era l'esenzione dal servizio militare e vantaggi economici, come una minor imposizione fiscale e prezzi calmierati per alcuni beni e per gli affitti.

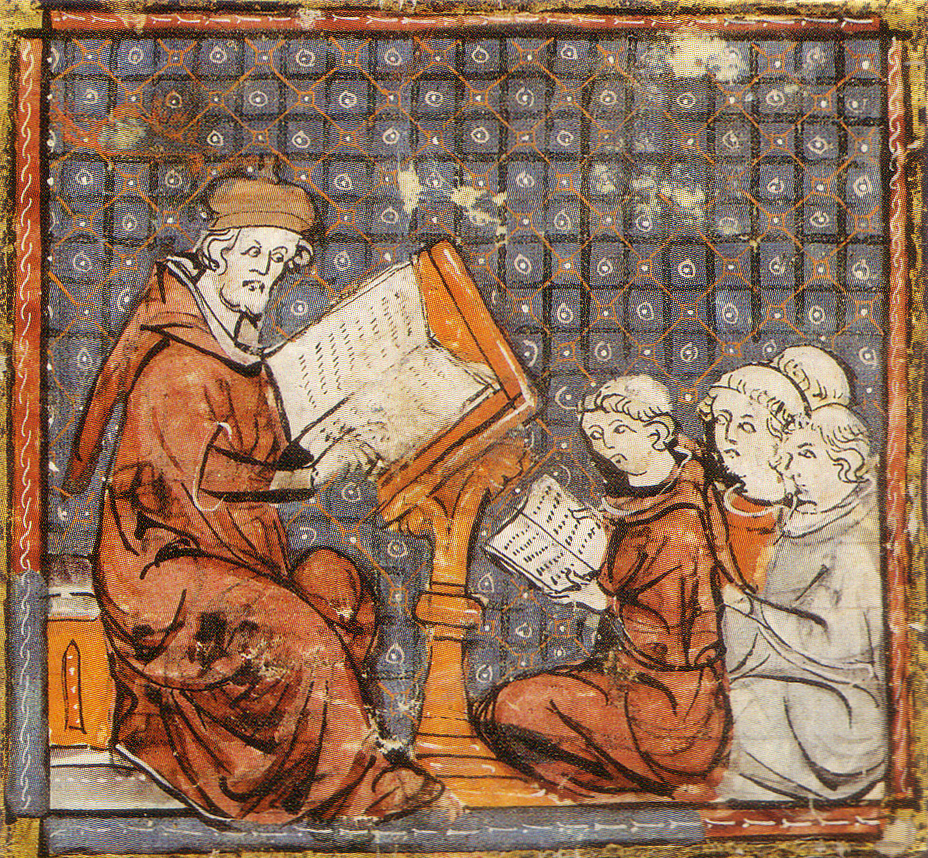
Una lezione a Parigi nel tardo XIV secolo. Gli studenti, tonsurati, sono seduti sul pavimento

La garanzia di non incorrere in gravi conseguenze nel caso di inosservanza delle leggi secolari, la lontananza da casa e la vita in un contesto privo di particolari controlli, portò molti studenti a rendersi responsabili di condotte tutt'altro che irreprensibili. Sia i commentatori contemporanei che gli storici moderni hanno evidenziato come molti studenti fossero dediti all'ubriachezza, al gioco d'azzardo e alla frequentazione di prostitute, attività che spesso li distoglievano dai loro studi. La loro condotta dissoluta arrivò persino a renderli protagonisti di svariati abusi, quali furti, stupri e perfino omicidi.
I goliardi furono studenti poveri che vissero di espedienti o al servizio di quelli ricchi o inventandosi il mestiere di giocolieri, quando ioculator voleva dire essere uno "spostato" o un ribelle della buona società. Essi praticavano una sorta di vagabondaggio intellettuale al seguito del loro maestro preferito o recandosi dove insegnano professori famosi. L'esperienza di luoghi e uomini diversi ne fece degli spiriti liberi e la loro giovinezza li spinse a ricercare i piaceri ad essa associati. Di ciò ne rimane traccia nei loro componimenti poetici, i Carmina Burana, dove all'esaltazione dei piaceri carnali si associa la critica alla Chiesa medioevale contraria ai costumi libertini.

### Maestri

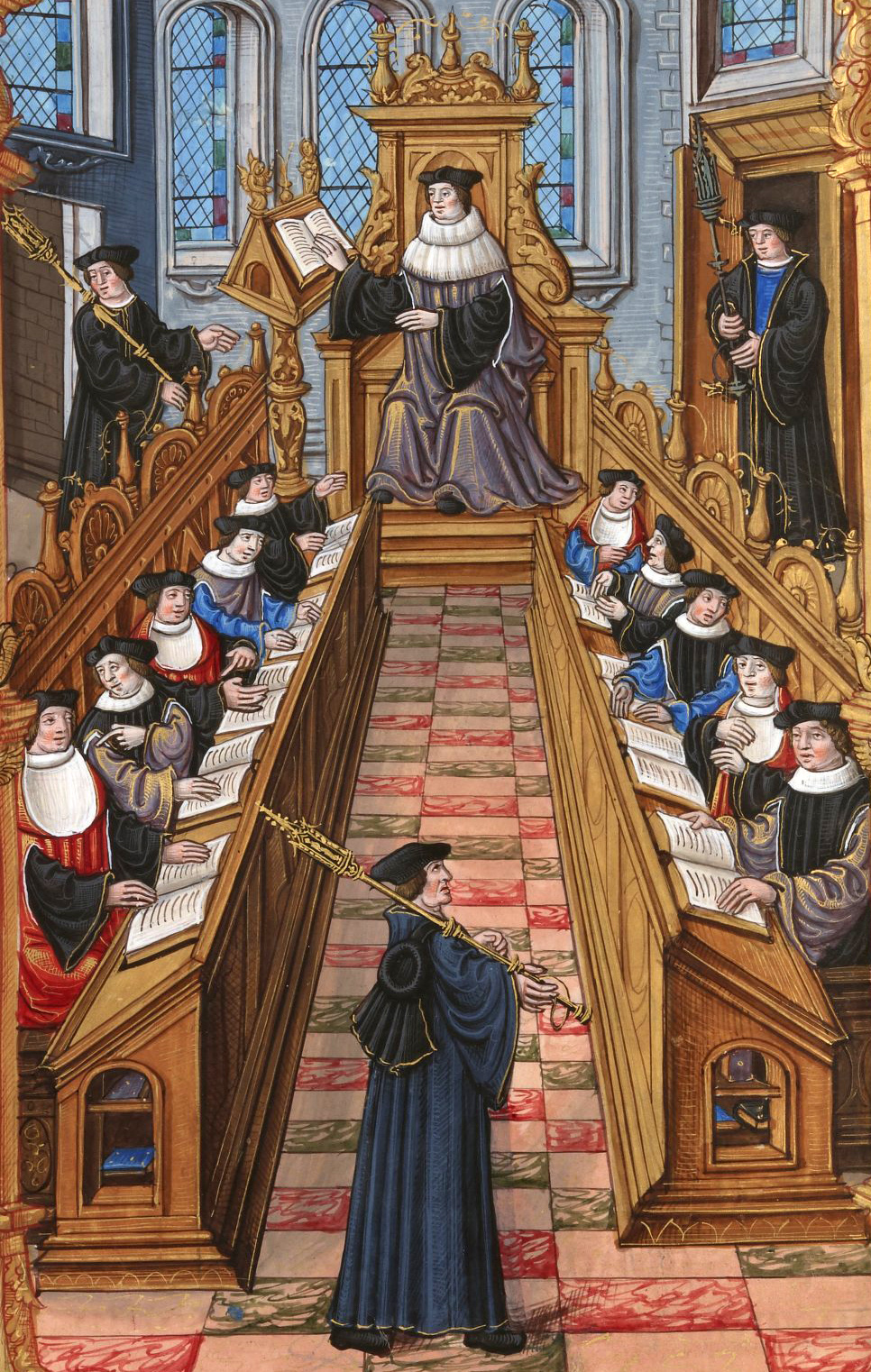
Illustrazione in un manoscritto del XVI secolo che mostra una riunione di dottori dell'università di Parigi

I maestri ebbero durante il XII secolo una vera e propria promozione sociale che li portò a essere riconosciuti come una élite da parte della Chiesa: degli undici maestri d'arte individuati a Parigi tra il 1179 e il 1215, quattro divennero cardinali, vescovi o abati, e su ventiquattro maestri in teologia, lo divennero in nove.
Con la rinascita del XII secolo emerse la classe degli "intellettuali", un termine volutamente anacronistico coniato dallo storico Jacques Le Goff per identificare chi faceva dell'attività intellettuale la propria professione. Fu a partire da questi anni che chi praticava l'insegnamento iniziò a guadagnarsi da vivere grazie ad esso, come ben testimoniarono Giovanni di Salisbury o Pietro Abelardo. Quest'ultimo descrisse di come la povertà lo aveva portato a passare «dal lavoro manuale alla professione linguistica» con gli allievi che provvedevano ai suoi bisogni. Tuttavia, la questione se fosse lecito o meno per un insegnante venire pagato per le sue lezioni fu oggetto di un dibattito che caratterizzò tale ruolo per tutto il medioevo. Infatti, pur rimanendo nell'ambito ecclesiastico, il maestro del XIII secolo non era più il monaco delle scuole cattedrali il cui mantenimento era assicurato dalla sua comunità di appartenenza, ma doveva egli stesso far fronte alle necessità della vita. Sebbene il concilio lateranense III del 1179 aveva imposto la gratuità dell'insegnamento, dal XIII secolo sempre più maestri traevano da tale attività il proprio sostentamento economico, anche per una precisa scelta di essere indipendenti da eventuali mecenati o dalle autorità ecclesiastiche a cui invece doveva sottostare chi avesse preferito impartire le lezioni senza retribuzione. A tal proposito, nel 1382 i dottori di diritto di Padova affermarono che «non essere razionale che il lavoratore non tragga un utile dal proprio lavoro. Perciò decretiamo che il dottore, il quale farà il sermone di risposta in nome del collegio per l'accoglimento di uno studente, riceverà dallo studente quel riconoscimento del suo lavoro tre libbre di stoffa e quattro fiaschi di vino o un ducato», allo stesso modo un manuale dei confessori del tempo asseriva che i maestri potessero accettare il denaro degli studenti (chiamati in questo caso la collecta) quale «prezzo del suo lavoro e delle sue fatiche».

### Chiesa e poteri laici

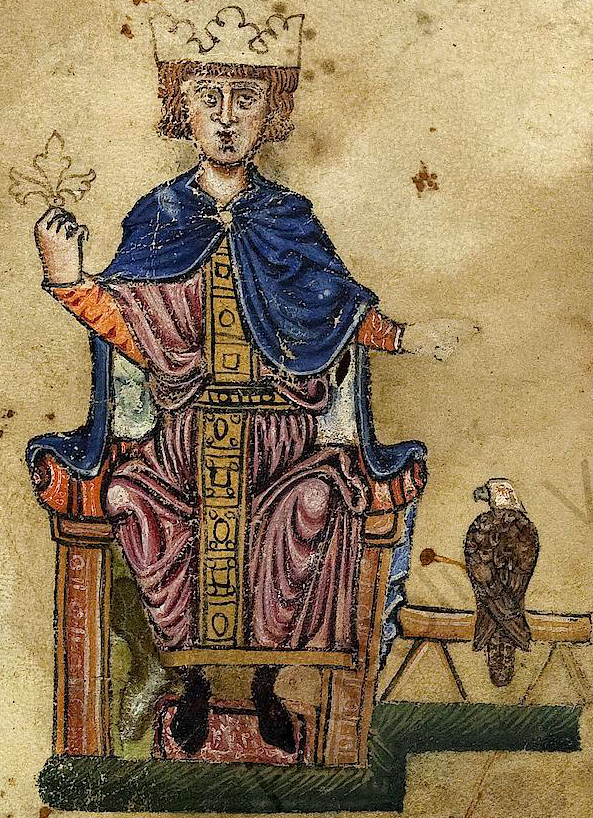
L'imperatore Federico II di Svevia fondò l'università di Napoli nel 1224

Il rapporto tra le università e gli altri poteri del tempo fu piuttosto complesso e ricco di reciproche influenze. Le autorità laiche, che fossero i comuni medievali o i prìncipi dinastici, in più occasioni sostennero le attività dei centri di studi sorti nel proprio territorio. In un mondo che diveniva sempre più complesso, si palesò la necessità per le amministrazioni pubbliche di disporre di funzionari sempre più preparati, che padroneggiassero agevolmente un diritto sempre più sofisticato. Inoltre, il diritto romano "riscoperto" a Bologna e diffusosi in tutti i centri universitari fu ben visto dall'Imperatore, in quanto in esso si poteva trovare la legittimazione del suo potere legislativo, secondo la massima ulpianea Quod placuit principi, habet vigorem legis, in un periodo in cui si trovava a fronteggiare l'autonomia dei liberi comuni e dei grandi feudatari. Infine, ospitare una università sul proprio territorio rappresentava sia un motivo di vanto per il prestigio che essa portava con sé, sia una ricca risorsa economica dovuta alla migrazione di maestri e studenti, talvolta ricchi, provenienti da tutte le parti dell'Europa.

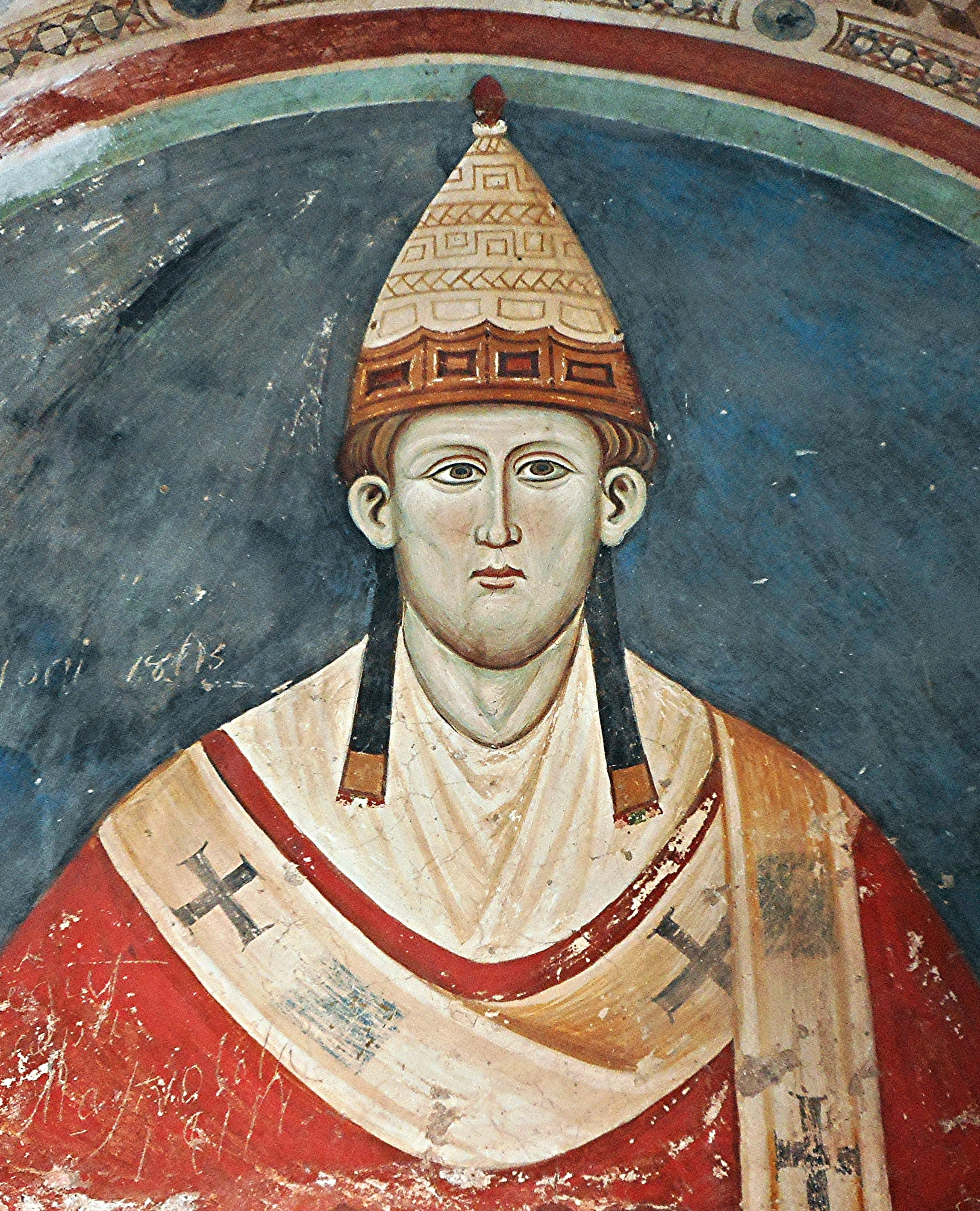
Papa Innocenzo III si prodigò per mettere le università sotto la protezione della Chiesa

Se per i motivi sopra citati le università poterono contare sull'appoggio delle autorità laiche, una protezione ancora maggiore ricevettero dalla Chiesa e in particolare dal papato. Mentre gli effetti della riforma dell'XI secolo si andavano affievolendo, i papi del XII e XIII secolo videro nelle istituzioni universitarie un valido strumento per recuperare potere a discapito delle chiese locali. Ciò venne perseguito trasformando la licentia docendi, con la quale un dottore riceveva da un ecclesiastico locale il diritto ad insegnare in quel posto, nella licentia ubique docendi valida invece su tutto il territorio cristiano e concessa direttamente dal pontefice. Questa licentia non va confusa con lo jus ubique docendi, che invece non spettava ai singoli dottori, bensì all'intero corpo dei maestri di un determinato studium generale. Inoltre, i papi videro nelle università il luogo più adatto per la formazione teologica di vescovi e predicatori, necessari a contrastare i molteplici focolai di eresia che in quel tempo apparivano un po' ovunque. Così le università diventarono delle istituzioni poste all'interno della Chiesa, riconosciute da bolle pontificie, i cui membri erano sotto la giurisdizione ecclesiastica e riconosciuti come chierici. Alla fine del XIII secolo quasi tutte le università di più antica fondazione possedevano il privilegium pontificio e i loro membri erano equiparati ai chierici. In un suo saggio, il medievalista francese Jacques Le Goff, asserisce che a quel tempo «gli intellettuali dell'Occidente divengono, in una certa misura, ma senza alcun dubbio, degli agenti pontifici».
Mettersi sotto la protezione delle autorità civili e, ancora più, sotto quelle del papato significò per le università accettare una situazione di compromesso. Da una parte dovettero accettare consapevolmente di perdere una parte della propria autonomia e della libertà intellettuale, ma dall'altra questi privilegi erano indispensabili per proteggerli dalle aggressioni da parte di una società borghese che non di rado vedeva malvolentieri e con diffidenza questi "lavoratori dell'intelletto" sovente forestieri.

### Libri

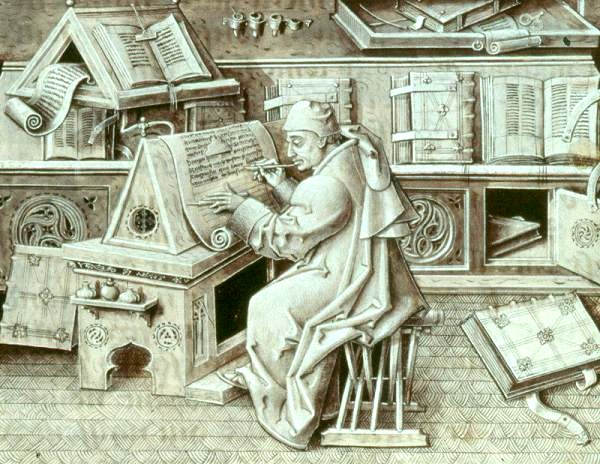
L'autore e scriba borgognone Jean Miélot, raffigurato nel suo Miracles de Notre Dame, XV secolo.

Se nelle scuole cattedrali di tradizione carolingia l'oralità rappresentava uno degli elementi essenziali, con lo sviluppo delle università è invece il libro a divenire uno dei massimi strumenti della scena intellettuale del tempo. Ciò andò di pari passo con un cambiamento della fisionomia del libro stesso che, nelle parole di Jacques Verger, da oggetto di lusso da conservarsi nelle biblioteche dei conventi, divenne strumento essenziale del lavoro dell'universitario. Perché questo accadesse fu per prima cosa necessario che l'acquisto dei manoscritti divenisse accessibile ad una platea sempre maggiore di fruitori e, pertanto, progressivamente iniziarono a comparire esemplari privi di miniature, scritti in caratteri gotici corsivi al posto della minuscola carolina (seppur con differenze geografiche) e con ampio ricorso ad abbreviazioni. Inoltre, perché potessero essere di facile consultazione e trasporto, le nuove copie erano realizzate con fogli più morbidi, dal formato più piccolo (abbandonando il consueto in folio), di spessore maggiormente sottile e di un colore meno giallastro. Infine, il nuovo approccio portò sempre più alla consuetudine di numerare le pagine e ad inserire nelle copie indici, rubriche e tavole riassuntive.

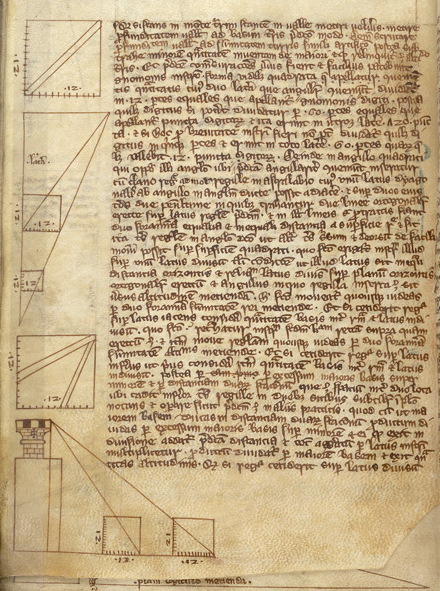
Pagina di un trattato scientifico del 1300

Nonostante queste accortezze, il libro manoscritto rimase ancora un oggetto assai costoso; in particolare quelli di diritto che, essendo solitamente destinati a studenti particolarmente abbienti, mantennero alcuni elementi di sfarzo. Si stima che un testo giuridico utilizzato dagli universitari di Bologna potesse costare tra i venti e i sessanta bolognini, quando lo stipendio medio di un professore nello stesso ateneo oscillava tra i centocinquanta e i duecento bolognini. D'altronde, la copia di un libro poteva richiedere anche un lavoro che occupava il copiatore tra i dieci e i quattordici mesi. A fronte di tali costi, molti studenti erano costretti a ricorrere al prestito, all'usato o, talvolta, a realizzarsi da sé la propria copia. Non di rado venivano realizzate copie economiche con lo spazio per il capolettera. Secondo lo spirito corporativo, maestri e studenti di frequente istituirono biblioteche per le proprie esigenze.
Questo contesto fu propizio affinché ai margini delle università nascesse e prosperasse una primitiva "industria" del libro, fatta di copisti, spesso studenti poveri, e di stationarii, che rappresentavano all'epoca ciò che oggi sono gli editori. In molti casi queste attività facevano esse stesse parte della corporazione universitaria, dipendendo così da quella giurisdizione e beneficiando degli stessi privilegi. Solitamente, la pubblicazione di un libro partiva da una commissione di maestri che autorizzava la circolazione di un dato exemplar, poiché ritenuto particolarmente affidabile e utile per la preparazione degli allievi, quindi questo veniva copiato presso gli stationarii.

### Scolastica medievale

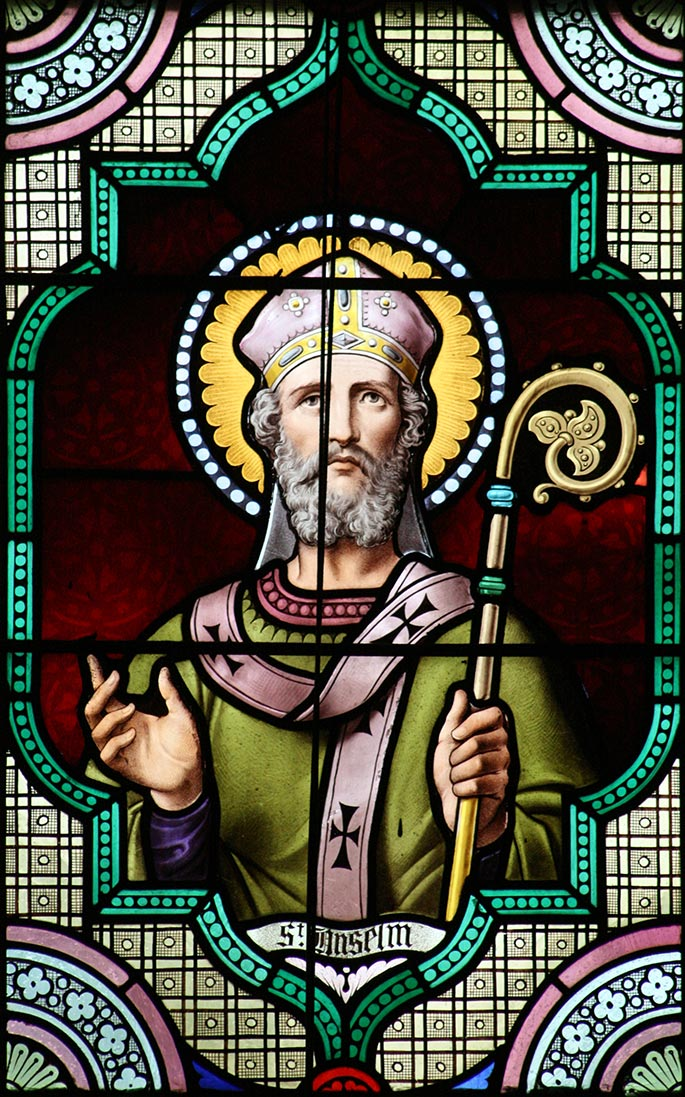
Anselmo d'Aosta, uno dei massimi esponenti della filosofia medievale, ritratto in una vetrata inglese

L'intellettuale medievale ebbe nello scolasticismo la sua metodologia fondamentale per l'approccio allo studio. Università e scolastica furono legati da un doppio filo per tutto il medioevo: da una parte quest'ultima traeva proprio all'insegnamento la sua origine e il suo carattere, dall'altra gli universitari mai rinunciarono al suo approccio per le loro indagini. La scolastica è, prima di tutto, una filosofia cristiana che applica la ragione alla teologia per costituire una scienza; il suo obiettivo è che la «ragione venga illuminata dalla fede» o, nelle parole di Anselmo d'Aosta, che alla «fede si appelli l'intelligenza».
Metodo ed elemento essenziale della scolastica è la dialettica, tramite la quale è possibile esporre il problema di studio e le sue possibili soluzioni che dovranno essere difese dalle controdeduzioni. Sebbene accusati successivamente di un eccesso di verbalismo, gli intellettuali medievali ritennero indispensabile per le loro indagini partire da una chiara formalizzazione dei rapporti tra parole e concetti. La celebre frase attribuita a Bernardo di Chartres, «noi siamo come nani sulle spalle di giganti», rende bene l'idea di come l'intellettuale medievale faceva del sapere antico una delle basi dei suoi studi. Nel suo strumentario dunque non poterono mancare i più autorevoli testi cristiani dell'antichità, come la Bibbia e le opere della patristica, ma anche di autori classici come Platone, Cicerone, Quintiliano e Aristotele. In particolare, fu proprio la ricezione nel XII secolo dell'aristotelismo che portò lo scolasticismo al suo massimo sviluppo nel secolo successivo, permettendo agli studiosi del tempo di realizzare un'«interpretazione complessiva di tutta la realtà, naturale e umana, che prescindeva da qualsiasi forma di rivelazione».
Per quanto riguarda la metodologia scolastica su cui si basava l'insegnamento e l'apprendimento, si può tratteggiare in alcuni momenti topici che si possono riassumere in commento, riflessione e discussione. Il punto di partenza era la lectio, con la quale l'intellettuale analizzava un determinato testo fornendo un proprio commento con cui si spiegava il contenuto. Ma la vera innovazione stette nel fatto che non ci si accontentava più di una semplice esegesi del passo in analisi, come era in uso fino ad allora, ma il maestro offriva nel contesto anche una sua possibile soluzione diventando parte attiva e non più passiva del processo. La conclusione del maestro diveniva poi quaestio su cui poi originava una discussione, la disputatio, grazie all'apporto degli studenti e degli altri maestri durante la quale emergevano argomentazioni a favore o contrarie alla soluzione proposta.

## Funzionamento

### Modello corporativo

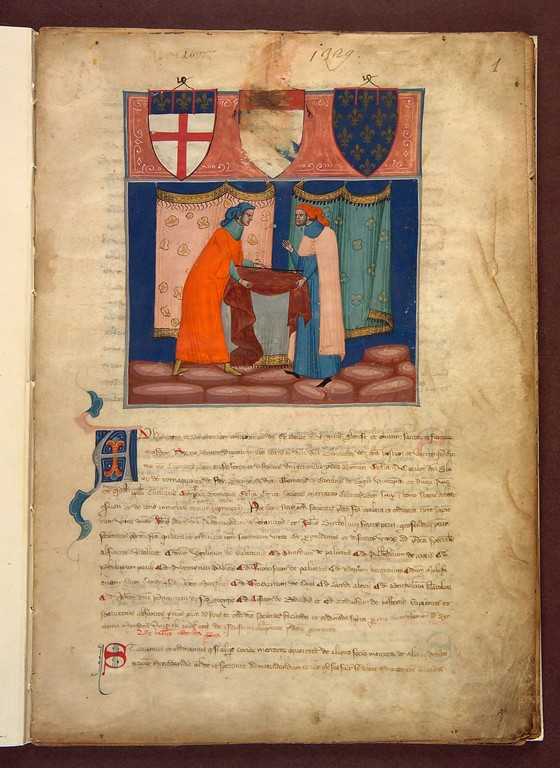
Uno statuto di una società di mercanti. L'università medievale adottò molti aspetti del modello delle corporazioni

Le università medievali ricalcavano per molti aspetti il modello della corporazione, che a quel tempo era ampiamente utilizzato dalle attività economiche cittadine, ma presentando anche delle sostanziali differenze. Riguardo a quest'ultime, si deve sottolineare in primo luogo la permanenza transitoria degli appartenenti al mondo dell'universitatis e la loro provenienza internazionale. Inoltre, se nelle corporazioni delle arti e mestieri gli appartenenti erano legati da uno stesso status sociale, invece nelle università affluivano studenti di qualsiasi classe, dai nobili ai poveri. Ancora, una delle caratteristiche delle corporazioni era quella di una forte autonomia dai poteri civili e religiosi, mentre le università in parte rinunciarono ad essa in quanto, soprattutto gli studenti, necessitavano di protezione; non esitarono, dunque, ad accettare l'intromissione delle autorità del tempo, e in particolare del papato, in cambio della protezione che veniva loro accordata.
Così come avveniva in tutto il mondo corporativo, anche nell'ambiente universitario si tenevano numerose feste, il cui scopo principale era quello di cementare il legame di appartenenza e di solidarietà reciproca dei membri. Le matricole erano sottoposte a rituali di iniziazione in cui si simboleggiava la spoliazione dallo stato di rozzezza in cui versavano per poi entrare nel mondo degli intellettuali; la proclamazione di un nuovo dottore era accompagnata da sontuose feste, a carico del dottorando. Altre occasioni di incontro erano le cerimonie religiose a cui tutti gli universitari dovevano partecipare. Nella vita dell'universitas erano frequenti atti di devozione collettivi e processione in onore dei santi patroni della città e in particolare di San Nicola, protettore degli studenti. Come accadeva con le corporazioni di mestiere, anche le università concentravano le proprie attività in precise strade e quartieri.

### Organizzazione

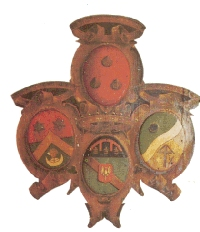
Lo scudo delle nationes all'Università di Bologna

Sebbene ogni università possedesse le proprie peculiarità, frutto del contesto sociopolitico locale, nel suo complesso il fenomeno universitario può dirsi comunque sostanzialmente unitario, anche in virtù dell'operato del papato che cercò sempre di mantenere un controllo su di esso. Pertanto è possibile tracciare a grandi linee alcune delle caratteristiche essenziali dell'organizzazione delle università del medioevo. In ogni caso, quello universitario non fu un fenomeno statico ma in continua trasformazione nel tempo.
Una caratteristica comune alle università del medioevo fu la suddivisione al loro interno in facultas e nationes. La prima articolazione corrispondeva ad una precisa esigenza di suddividere l'attività didattica. L'Università di Bologna in età medievale aveva quattro facoltà: gli studenti iniziavano presso la Facoltà di Lettere per poi proseguire gli studi presso le Facoltà superiori di Teologia, Giurisprudenza e Medicina. Le nationes erano invece gruppi di studenti o professori divisi su basi etnico-linguistiche che frequentavano una determinata università, sorte per fornire un reciproco aiuto e protezione agli appartenenti.
Il governo dell'università medievale era demandato a cariche elettive che dovevano rispondere ad una assemblea generale. Al vertice vi era un Rettore (ad Oxford detto "Cancelliere" poiché rappresentante del Vescovo), eletto attraverso una procedura parecchio complessa. A questa figura spettava la rappresentanza dell'istituzione, la custodia degli atti e la giurisdizione civile sui membri; infine, il rettore presiedeva le assemblee universitarie. Il Rettore poteva contare sull'assistenza di un consiglio composto da rappresentati eletti delle nationes, sindaci e tesorieri. Generalmente i rettori restavo in carica per un breve periodo che poteva andare da un mese a un anno. La loro autorità era sottoposta alle assemblee generali che potevano prendere decisioni anche in contrasto col volere del rettore.
Inizialmente, le università medievali non possedevano strutture fisiche o edifici propri. Le lezioni erano tenute un po' ovunque, in qualsiasi spazio fosse disponibile, di frequente in stanze affittate dagli insegnanti; per le assemblee, le dispute solenni e le cerimonie si ricorreva solitamente alle chiese o ai conventi. Al tempo, l'università non risultava certo identificabile come uno spazio fisico, essendo intesa più come un insieme di individui. Non avendo particolari beni da gestire, chi amministrava l'università aveva come scopi prioritari quello di organizzare gli insegnamenti e difendere i privilegi dei membri. Tuttavia, col passare del tempo le istituzioni universitarie iniziarono ad affittare, acquistare o costruire edifici appositamente per scopi didattici.

### Insegnamento

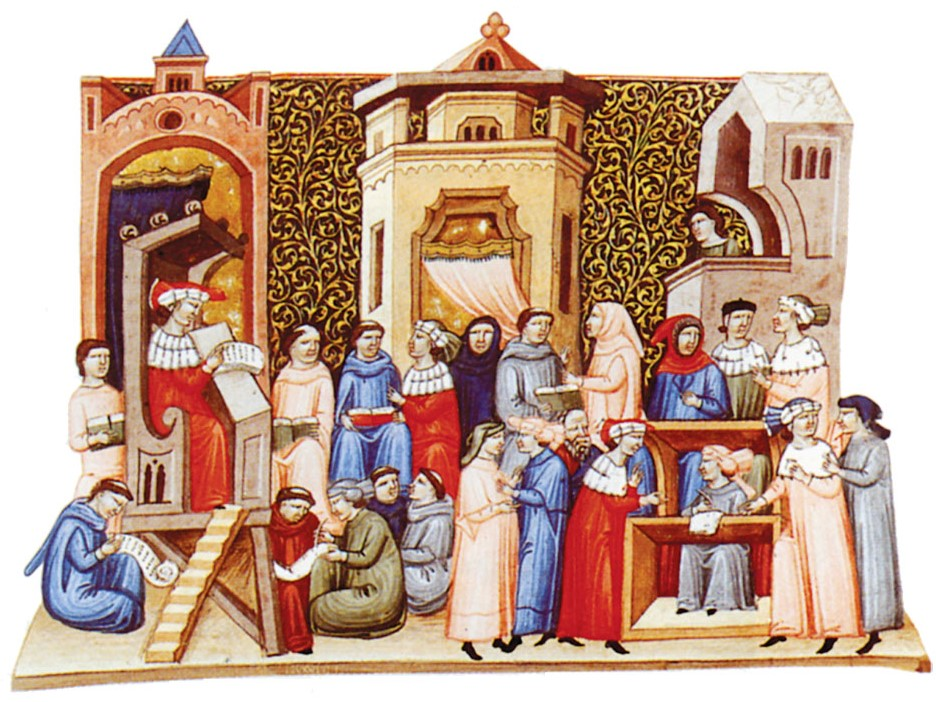
Miniatura che raffigura una lezione tenuta nelle prime università

Non conosciamo con precisione i programmi e i metodi di insegnamento in uso nelle università medievali: le fonti in nostro possesso sono posteriori e ciò che era dichiarato negli statuti sembra che nella maggior parte dei casi non rispecchiasse la realtà pratica. Tuttavia, una ricostruzione sommaria è certamente possibile.
In genere, ciascuna università era strutturata con una differente articolazione interna degli studi ma tutte ospitavano, solitamente, alcune di queste quattro facoltà: facoltà delle arti, medicina, diritto, teologia. Solo a Oxford furono istituite due facoltà di diritto, una per il diritto civile e l'altra per il diritto canonico. La facoltà delle arti forniva un insegnamento di base centrato sulle sette arti liberali, con maggiore interesse per la dialettica. La fondazione di una facoltà di Teologia era cosa difficile, poiché il papato solitamente tendeva a non concedere questo permesso, al fine di favorire il monopolio di Parigi in questa disciplina.
Il metodo scolastico fu la base su cui veniva strutturato l'insegnamento. La giornata di uno studente, sostanzialmente, si articolava in due momenti che erano alla base della metodologia di apprendimento. Solitamente alla mattina si teneva la lectio (lezione) in cui il maestro leggeva una porzione di un libro considerato tra i più autorevoli, intervallandone la lettura con alcune spiegazioni e commenti personali, mentre gli studenti prendevano appunti a margine della propria copia. Talvolta, le lectio erano affidate al baccelliere, e allora si parlava di lectio straordinarie; queste erano programmate per la tarda mattina o nelle prime ore pomeridiane. Sempre nel pomeriggio si tenevano le disputatio (dispute interpretative), in cui il maestro presentava un casus (caso, di sovente un fatto reale) e agli studenti spettava il compito di discuterlo sollevando anche domande a cui solitamente il baccelliere era demandato a rispondere. Il giorno successivo il maestro avrebbe presentato alla classe la sintesi finale della questione secondo la sua interpretazione (determinatio). A tale formula di insegnamento si inserivano anche momenti di prove pratiche, soprattutto nelle facoltà di Arti, scritte e orali affinché il maestro potesse verificare la preparazione dei suoi discenti.

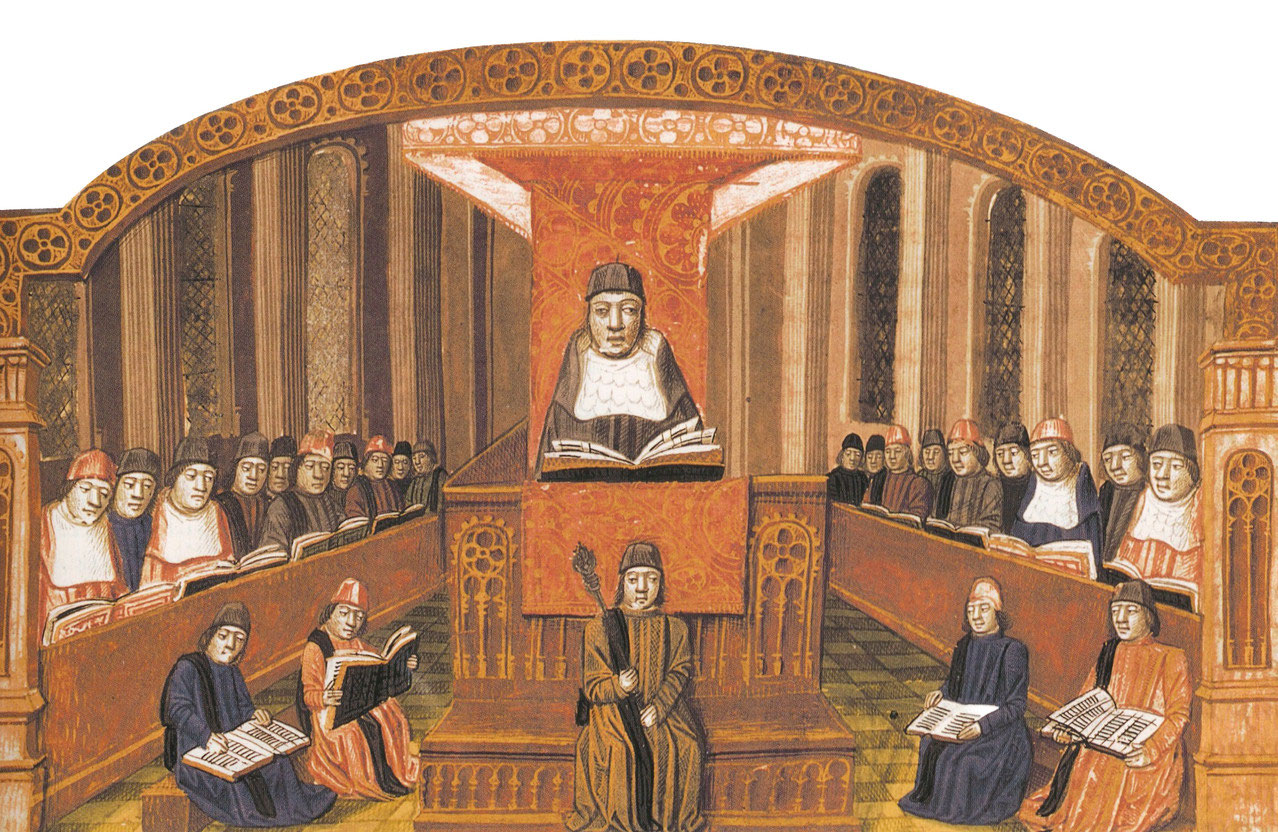
Corso di teologia a Parigi

Riguardo ai contenuti delle lezioni, il clima che venne a diffondersi in queste università fu completamente differente da quello che si respirava nelle vecchie scuole vescovili. I programmi venivano ideati liberamente dai professori che, con l'aiuto degli studenti, preparavano anche libri di testo concepiti per una didattica pratica. Nei programmi universitari, comunque, non mancarono mai i testi fondamentali accompagnati dai commentari considerati più autorevoli. Nelle facoltà di giurisprudenza era essenziale lo studio del corpus iuris civilis (accoppiato alla Magna glossa di Accursio), del Decretum e del Libri feudorum. Per quanto riguarda le facoltà mediche, lo studio era concentrato sui testi classici di Ippocrate, Galeno, Costantino l'Africano e Il canone della medicina di Avicenna; a partire dal XIV secolo, presso le università mediche italiane e a Montpellier, ai programmi teorici vennero affiancati laboratori pratici in cui si eseguivano autopsie. La Teologia veniva studiata essenzialmente sulle Sacre Scritture e sui testi dei Padri della Chiesa, ma largo spazio veniva dato anche ai trattati dei teologi del tempo e in particolar modo ai Libri Quattuor Sententiarum di Pietro Lombardo.

### Titoli ed esami

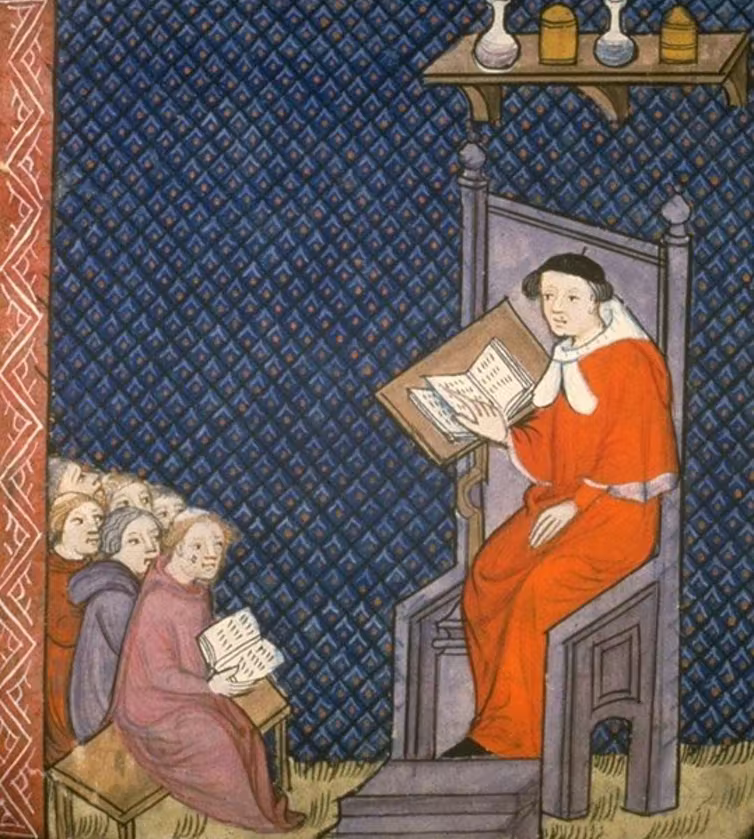
Studenti di medicina ascoltano una lezione

Inizialmente, l'università permetteva di acquisire un unico titolo, la licentia docendi, che permetteva a chi la conseguiva di insegnare a sua volta. Successivamente si aggiunsero il titolo di baccelliere e quello di dottore, che costituivano una gerarchia simile a quella di apprendista, dipendente, maestro tipica delle corporazioni (che per le università diventava: studente, baccelliere e dottore). Con il titolo intermedio, quello di baccellierato, lo studente passava da essere un semplice uditore delle lezioni ad assistente dei professori. Proseguendo con la carriera si poteva ambire, quindi, all'ottenimento della licentia docendi e infine, al dottorato.
Un corso di studi si completava con un periodo di esami e con l'assegnazione del relativo titolo; ogni università aveva il suo regolamento specifico, mutato con il passare del tempo. A Bologna, l'aspirante dottore in diritto prima di affrontare l'esame (examen) finale doveva essere presentato al rettore da parte del consiliarius della sua Nazione, giurando che avrebbe affrontato la valutazione con correttezza e senza ricorrere alla corruzione. Successivamente, almeno una settimana prima dell'esame, i suoi maestri lo presentavano all'arcidiacono garantendone l'adeguata preparazione. Giunto il giorno fatidico, dopo aver ascoltato la messa, riceveva dal collegio dei dottori alcuni passi di testi giuridici che doveva commentare alcune ore più tardi in un luogo pubblico, di frequente la cattedrale cittadina. Terminata la discussione, la commissione dei dottori si ritirava per valutare l'esaminando che, se ritenuto idoneo a maggioranza, veniva proclamato dall'arcidiacono. A questo punto, il candidato era "licenziato" e gli spettava la cerimonia di investitura vera e propria, che per certi versi ricordava l'addobbamento di un cavaliere. Questa si teneva in cattedrale e prevedeva un sontuoso protocollo durante il quale il futuro dottore esponeva una tesi difendendola poi alle obiezioni degli altri studenti. Terminata dunque la sua prima disputatio nelle vesti di maestro, gli veniva consegnata la cattedra, il libro aperto, l'anello d'oro e la berretta.

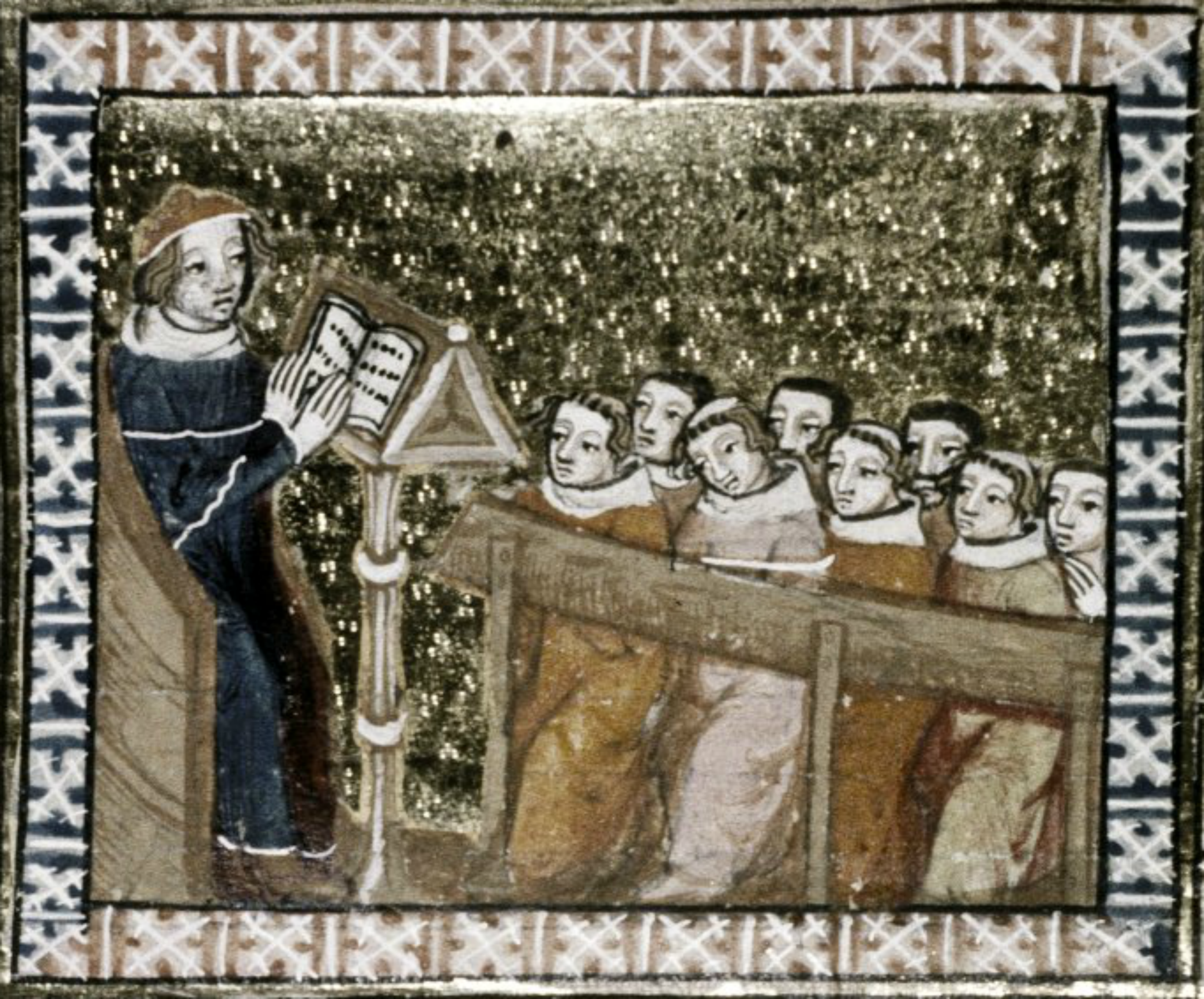
Una lezione universitaria

A Parigi, lo studente di arti liberali, prima di ottenere la licenza, doveva affrontare un esame chiamato determinatio che gli consentiva di fregiarsi del titolo di baccelliere. Per questo, prima doveva sottoporsi a una discussione con un maestro e dopo a un'interrogazione da parte di una commissione in cui doveva dimostrare dimestichezza con i testi in programma. Per ultimo, gli era richiesto di dimostrare la capacità di insegnare tenendo alcune lezioni. Ottenuto il titolo di baccelliere, poteva proseguire con gli studi fino al titolo di licenza docendi e poi di dottorato.
Il conseguimento di un titolo imponeva in capo all'universitario l'onere di offrire ai compagni e ai mastri ricchi banchetti, regali e divertimenti. Ciò comportava ingenti spese difficilmente sostenibili da tutti gli studenti e, come conseguenza, molti erano costretti a fermarsi all'ottenimento della licenza di insegnamento senza poter proseguire per il dottorato. Altri ancora frequentavano l'università solo per pochi anni senza giungere ad alcun titolo. Si ritiene che solo il 25% circa degli universitari del XV secolo raggiungeva il titolo di baccelliere e solo uno su quindici (o, addirittura, su venti) riceveva la licentia.

## Scontri e dispute

### I difficili rapporti con la società civile
Tra la componente universitaria e gli altri abitanti della città si svilupparono frequentemente delle tensioni, in un fenomeno noto nel mondo anglosassone come town and gown. Nonostante gli abitanti della città traevano vantaggi economici e politici dalla presenza dell'università di prestigio, avvertivano differenze culturali e negli stili di vita con gli universitari: gli studenti, in particolare, erano spesso stranieri, parlavano le lingue più disparate utilizzando il latino tra di loro come lingua franca, rifiutavano il lavoro manuale per dedicarsi a quello intellettuale e non era raro che fossero protagonisti di comportamenti che apparivano dissoluti alla cittadinanza. La popolazione di un comune medievale era perlopiù composta da artigiani e commercianti, con un basso livello di istruzione ed un forte senso di appartenenza alla propria comunità cittadina, e quindi conformista. Le tensioni manifestatasi in seno alla città spinsero gli universitari a cercare la protezione del papato o dell'imperatore per poter svolgere le proprie attività.
Frizioni e diffidenza talora sfociarono in scontri anche violenti. Numerose sono le testimonianze di risse scoppiate in taverne, per le strade, nelle piazze tra studenti e cittadini esterni all'ambiente universitario, talvolta a seguito di futili litigi, altre volte come conseguenza di situazioni più complesse. Lo sciopero studentesco del 1229 all'Università di Parigi avvenne come reazione all'uccisione di alcuni studenti che erano stati condannati alla pena capitale per una rivolta da essi messa in atto. Una rissa scoppiata in un'osteria tra due studenti dell'Università di Oxford e l'oste, riguardo la qualità scadente delle bevande a loro offerte, portò a una serie di successive rappresaglie che culminarono nella rivolta di santa Scolastica che, nonostante la sconfitta sul campo della fazione accademica, si concluse con un risultato favorevole a quest'ultima parte. La rivolta non fu in grado sedare per sempre le tensioni, che continuarono a percorrere la vita sociale della cittadina senza però mai più giungere a esiti così cruenti.
Con la nascita in tutta Europa di nuove università diminuì di conseguenza il numero di studenti forestieri; questo contribuì a limitare i pregiudizi tra universitari e cittadini. Inoltre, il fenomeno universitario perderà nei secoli quella propulsione innovativa dei primi anni divenendo un elemento appartenente a pieno titolo dello scenario cittadino. A fronte di ciò, gli episodi di scontro con la società civile diminuirono ma non cessarono mai del tutto.

### Università e ordini mendicanti

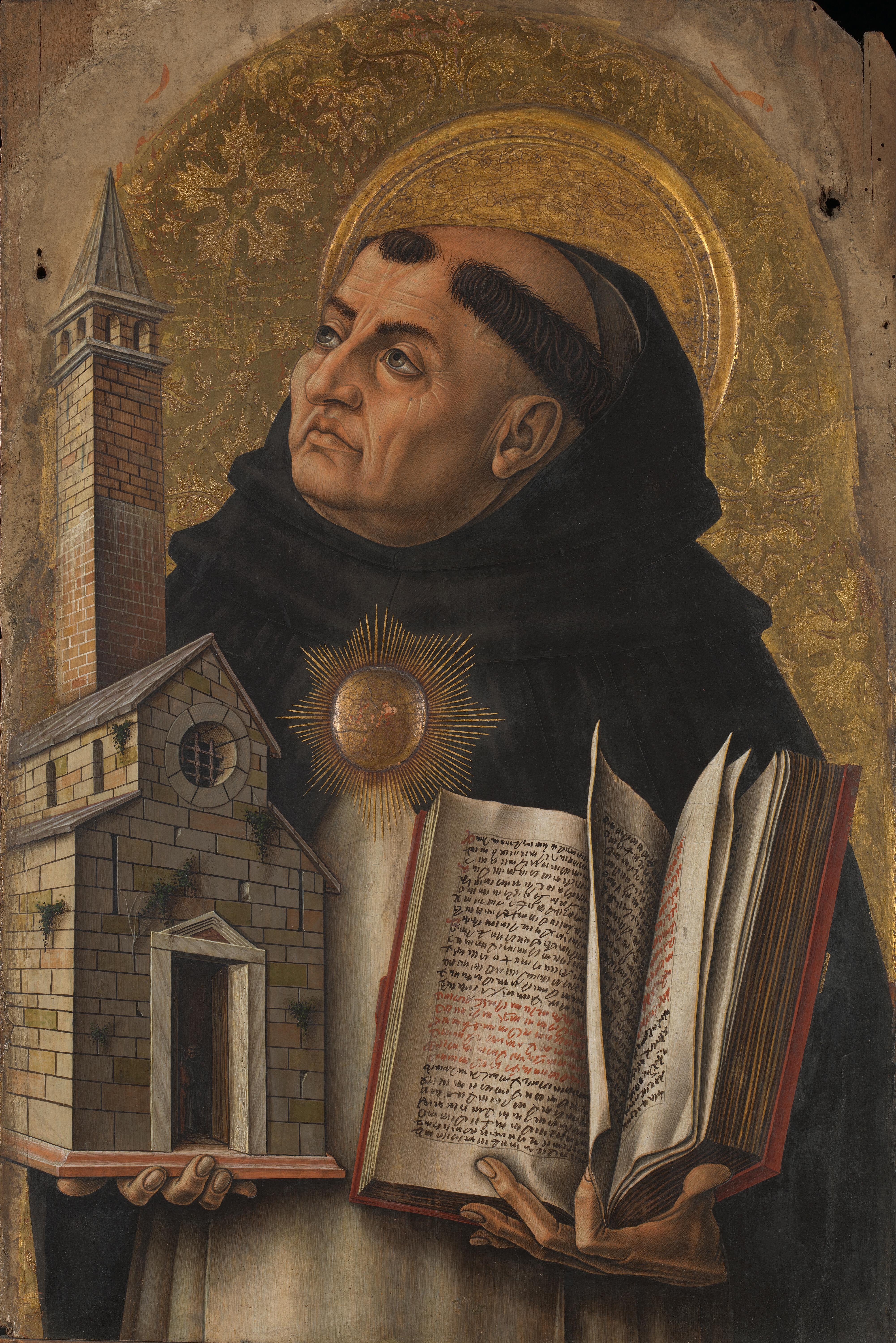
Tommaso d'Aquino fu professore di teologia e frate domenicano. Il ritratto è di Carlo Crivelli.

Il XII secolo fu anche il periodo in cui si assistente all'ascesa degli ordini mendicanti, ossia ordini religiosi i cui membri facevano voto di povertà. Spinti dalla volontà di acquisire forti competenze teologiche e dall'intenzione di reclutare nuovi confratelli, i frati mendicanti si avvicinarono ed entrarono nel mondo universitario. I primi furono i domenicani, seguiti in breve tempo dai francescani che dovettero aspettare la morte del loro fondatore, da sempre restio alle attività intellettuali. In questo ebbero il supporto dal papato; nel 1220 Onorio III si rallegrò per la loro presenza nell'università di Parigi. Ben presto molti frati mendicanti divennero professori di teologia, ma la loro convivenza con i docenti laici non fu facile soprattutto nel contesto francese.
Innanzitutto, vivendo di elemosine, i mendicanti non chiedevano agli allievi alcuna retribuzione attirando così a sé molti degli studenti meno abbienti, facendo concorrenza sleale a chi invece trovava nell'insegnamento la sua fonte di sussistenza. Inoltre, agli occhi dei professori secolari, la presenza dei mendicanti rappresentava un pericolo per gli interessi della corporazione mettendone in crisi «la solidarietà interna su cui si fondava la corporazione stessa». Infatti, i frati erano tenuti a rispettare le regole del proprio ordine e non quelle imposte dall'università, di cui spesso si trovarono a violare gli statuti: in più di un'occasione non parteciparono agli scioperi indetti dagli universitari parigini. Infine, era uso che gli appartenenti agli ordini mendicanti accedessero alla facoltà di teologia e poi all'insegnamento senza aver conseguito il titolo in arti liberali, come invece era consuetudine per i laici, oppure affrontando tali studi all'interno dell'ordine stesso. In sintesi, per i mendicanti veniva meno l'immagine di "lavoratore intellettuale" tipica dei secolari, creando così una forte contrapposizione tra i due gruppi. Va comunque segnalata la grande qualità intellettuale dei mendicanti, come ad esempio il celebre San Tommaso d'Aquino, che appartenne all'ordine dei domenicani.
Se dapprima la contesa tra mendicanti e secolari riguardò un piano strettamente legato alla vita della corporazione, presto si spostò su argomentazioni morali e teologiche. I poeti parigini Rutebeuf e Jean de Meung furono autori di parecchie opere contro i mendicanti, in cui denunciarono - anche con attacchi accaniti - la decadenza dei loro costumi e della loro vita non più austera. L'apice dello scontro raggiunto poi con il teologo Guglielmo di Saint-Amour, che contestò la legittimità stessa degli ordini mendicanti sulla base della Sacre Scritture (Gesù non mendicava e San Paolo esortava i cristiani a lavorare), arrivando ad accusare i francescani di eresia quando essi pubblicarono un testo attribuito a Gioacchino da Fiore in cui si sosteneva la prossima nascita di una nuova Chiesa all'insegna della povertà. A tali accuse arrivarono le risposte dei teologi mendicanti come Bonaventura da Bagnoregio, che dimostrò la validità dell'ideale di povertà, e San Tommaso, che invece difese il diritto all'insegnamento.
Questi attriti non sfuggirono all'attenzione di papa Innocenzo IV, che riconobbe gli eccessivi vantaggi di cui godevano i professori appartenerti agli ordini mendicanti. Così, il 4 luglio 1254 riconfermò l'obbligo per tutti coloro che facevano parte delle università di attenersi agli statuti. Il 20 novembre successivo emise poi la bolla Etsi animarum, grazie a cui venne messo un freno ai privilegi in capo ai mendicanti. Tale compromesso ebbe però vita breve; pochi giorni dopo Innocenzo morì e già il 22 dicembre il nuovo papa Alessandro IV, da sempre protettore dei francescani, annullò la bolla Etsi animarum tramite una nuova bolla, la Nec insolitum. Essa non solo confermava i privilegi dei mendicanti, sia nella cura d'anime che nell'insegnamento, ma venivano persino estesi.
Al supporto del papato si aggiunse quello del re di Francia Luigi IX e così il successo dei mendicanti apparì completo. Molti dei professori ribelli furono costretti a ritrattare le proprie posizioni e ad accettare i colleghi francescani e domenicani, mentre Guglielmo di Saint-Amour non cambiò idea e fu costretto all'esilio. Dalla querelle il sistema corporativo universitario uscì fortemente indebolito a favore del predominio della Chiesa. Celebre ed esplicativo il discorso che nel 1290 il futuro papa Bonifacio VIII pronuncerà davanti ai maestri di Parigi. La curia di Roma, piuttosto che revocare i privilegi accordati ai mendicanti, avrebbe preferito mandare in frantumi l'università attiva nell'odierna capitale transalpina: «Non siamo stati chiamati da Dio per acquisire la scienza o per brillare agli occhi degli uomini, ma per scavare le nostre anime».

## Dal tardo medioevo all'inizio dell'età moderna

### Tra XIII e XIV secolo, la tarda scolastica
Tra il XIII e il XVI secolo la filosofia scolastica medievale perse i suoi caratteri di dinamicità e innovazione, andando incontro ad una "sclerotizzazione e decadenza". Le celebri dispute teologiche che ne avevano decretato la fortuna si erano ormai perse in sterili discussioni finalizzate più ad esibire la propria finezza di pensiero che a perseguire un'autentica volontà di ricerca. Nonostante qualche tentativo di rivitalizzarne i temi ad opera di studiosi come Tommaso De Vio, Duns Scoto, Francisco de Vitoria e Francisco Suárez, «essi non riuscirono a modificare l’assetto culturale di un’epoca ormai segnata dalla nuova atmosfera umanistica e rinascimentale né ad apportare un contributo effettivamente nuovo» alla filosofia dei secoli precedenti. Tutto ciò influì parzialmente sull'istituzione universitaria che, sebbene avesse perso quelle caratteristiche di originalità e sperimentazione che l'avevano contraddistinta nel medioevo, si trovò ad affrontare gli inizi dell'età moderna come istituzione oramai consolidata nel panorama culturale e sociale europeo.
Il nuovo corso nella storia delle università è ben testimoniato dalla mole di documentazioni a disposizione degli storici che vogliano studiare gli atenei successivamente al XIII secolo: non più solo bolle, statuti e regolamenti, ma testi di professori, di studenti, libri amministrativi e registri didattici.

### Università e Scisma d'Occidente: il conciliarismo

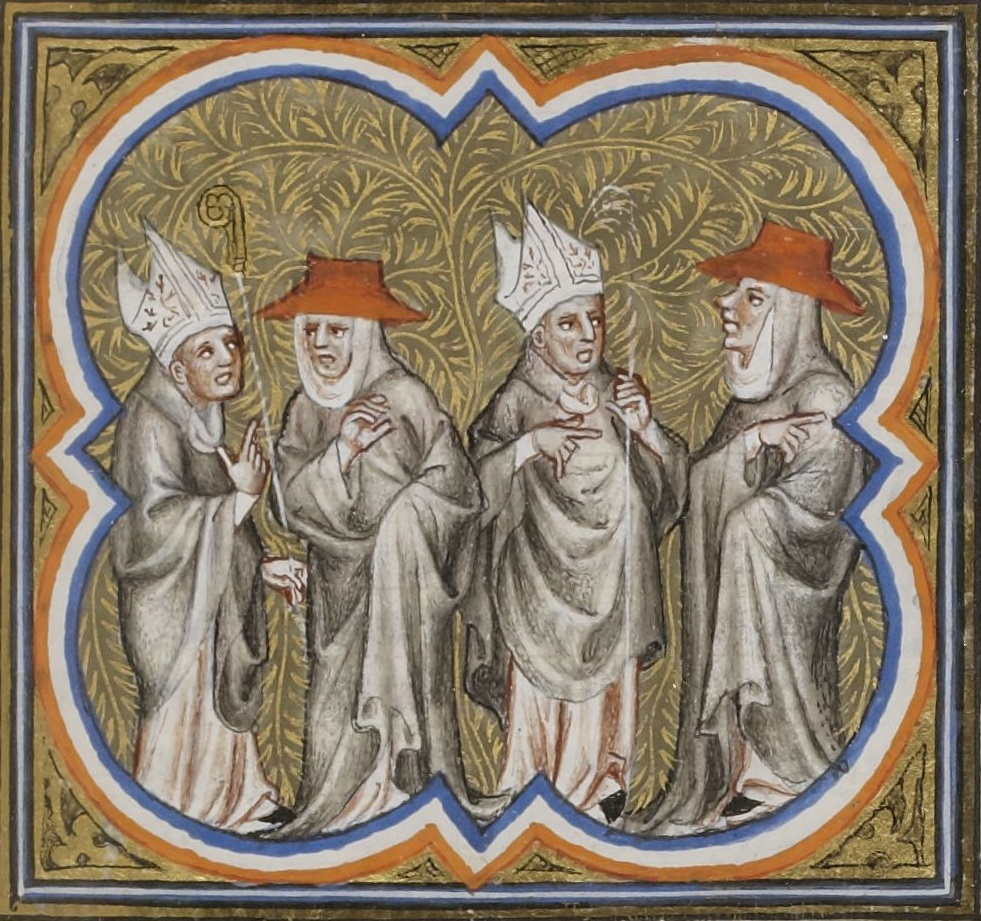
Quando, tra XIV e XV secolo, la cristianità si trovò divisa in due obbdienze i teologi delle università, in particolare di quella di Parigi, furono consultati per tentare di ricucire lo scisma

Lo Scisma d'Occidente che spaccò la cristianità occidentale dal 1378 al 1418 rappresentò un'occasione per l'istituzione universitaria europea, con i più emeriti professori di teologia chiamati a dare una propria opinione su come poter ricomporre tale frattura. Dopo un'iniziale sostegno al papa di Avignone, i teologi Pierre d'Ailly e Jean Gerson dell'università di Parigi e Francesco Zabarella di Padova, proposero la convocazione di un concilio ecumenico a cui sarebbe stata demandata la decisione su quale papa fosse legittimamente eletto tra i due che allora si contendevano la cattedra di Pietro. Tale soluzione, che implicava il riconoscimento di una autorità del concilio superiore a quella del pontefice, si basava in gran parte sul pensiero del filosofo Guglielmo di Occam ed è conosciuta come "tesi conciliare" (o conciliarismo). Stando a questa dottrina, dunque, un concilio possedeva l'autorevolezza per sollevare un papa considerato eretico o scismatico. Vi erano ulteriori punti di vista riguardanti su chi dovesse convocare il concilio tra il papa o i cardinali.
La proposta dei professori trovò dapprima applicazione nella convocazione nel 1409 del concilio di Pisa, che tuttavia non solo non risolse la disputa ma anzi, complicò ulteriormente la situazione; successivamente, ancora di più nel concilio di Costanza tenutosi tra il 1414 e il 1418, nel corso del quale gli esponenti delle università, e in particolare Pietro d'Ailly, poterono intervenire da protagonisti contribuendo alla ricomposizione dello scisma. Forti di questo precedente, nel successivo concilio di Basilea, Ferrara e Firenze del 1431, gli universitari parteciparono in gran numero con le premesse di poter fare la differenza. A causa di discordie interne e dell'intransigenza di papa Eugenio IV, il concilio si concluse con un fallimento; le teorie conciliariste rimasero comunque in seno al mondo universitario, ma ora rimanendo sul piano teorico degli insegnamenti, senza più avere le pretese di applicarle alla vita della Chiesa.
Lo scisma contribuì all'emergere delle chiese nazionali, in particolare in Francia con l'affermazione del gallicanesimo; esse si dimostrarono meno benevole nei confronti delle università rispetto a quanto lo fosse stata la chiesa di Roma. Questo spiega perché le università contribuirono ad accantonare una tale dottrina, che sminuiva le prerogative del papato che fino ad allora aveva garantito loro protezione e privilegi.

### Verso il tramonto del medioevo

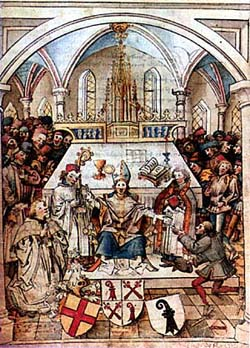
Cerimonia di inaugurazione dell'Università di Basilea il 4 aprile 1460

Come si è visto tra il XIV e il XV secolo, nonostante le crisi e le pestilenze (su tutte la peste nera), il numero delle università in Europa continuò a crescere. Difficile poter stabilire con certezza se tutte queste istituzioni abbiano posseduto le caratteristiche di università propriamente dette, ma in ogni caso il successo del modello universitario non conobbe particolari rallentamenti. Tuttavia, a partire dalla metà del XIV secolo, si assistette ad una mutazione nel modo in cui esse nascevano, «non più come nel secolo precedente dalla semplice trasformazione di importanti scuole preesistenti, ma dall'iniziativa del potere politico, cioè del principe o del comune». Restava comunque la necessaria autorizzazione da parte del pontefice ma la fondazione di un'università «divenne un gesto politico». I motivi per cui un principe si adoperava per dar vita ad un'università erano molteplici e simili a quelli del secolo precedente: dotarsi di una classe di amministratori preparati, aumentare il prestigio del regno, incoraggiare l'arrivo di studenti stranieri; questi rimasero gli scopi più frequenti.
Ciò comportò un'inevitabile influenza del principe sull'istituzione universitaria che, pur mantenendo una autonomia formalmente garantita dagli statuti, finì per cedere molte delle sue prerogative e dei suoi privilegi. Innanzitutto in molti casi si mise fine al ricorso ai tribunali ecclesiastici per le cause concernenti i membri delle università affidando la completa giurisdizione a quelli ordinari, poi si cercò di limitare alcuni abusi frequentemente commessi dagli universitari.
Gli stessi contemporanei mossero diverse critiche al sistema universitario, soprattutto da parte dei primi umanisti. Sono noti i commenti sarcastici di ex studenti come Francesco Petrarca, François Rabelais o Lorenzo Valla che lamentavano l'immobilismo, il verbalismo, la capziosità che contraddistinguevano le metodologie di insegnamento. Tali erudite testimonianze misero in cattiva luce l'istituzione universitaria di fine medioevo, nonostante i fatti tendono anche solo in parte a smentirle.
Innanzitutto è da rilevare che l'università rappresentava ancora in questi secoli il miglior metodo per «tentare l'ascesa sociale e una chiave capace di aprire le porte del prestigio e del benessere economico». A titolo di esempio, dal 1412 l’86% dei canonici di Laon possedeva un titolo universitario contro il circa 45% del secolo precedente, ma ciò si poteva riscontrare anche nei tribunali, nelle parrocchie e negli uffici amministrativi; per accedere alla stragrande maggioranza dei ruoli più prestigiosi era oramai necessario conseguire un diploma.
Dunque, nonostante alcune difficoltà che avevano un po’ affievolito lo slancio intellettuale delle prime fondazioni del XII secolo, è chiaro che alla fine del medioevo «le università e gli universitari erano più che mai presenti nel paesaggio culturale, politico e sociale europeo» contribuendo in maniera fondamentale all'elevato livello culturale della società del tempo che sarà poi uno dei fattori che porterà al Rinascimento e alla Riforma con cui inizierà l'età moderna.

## Confronto con le università islamiche

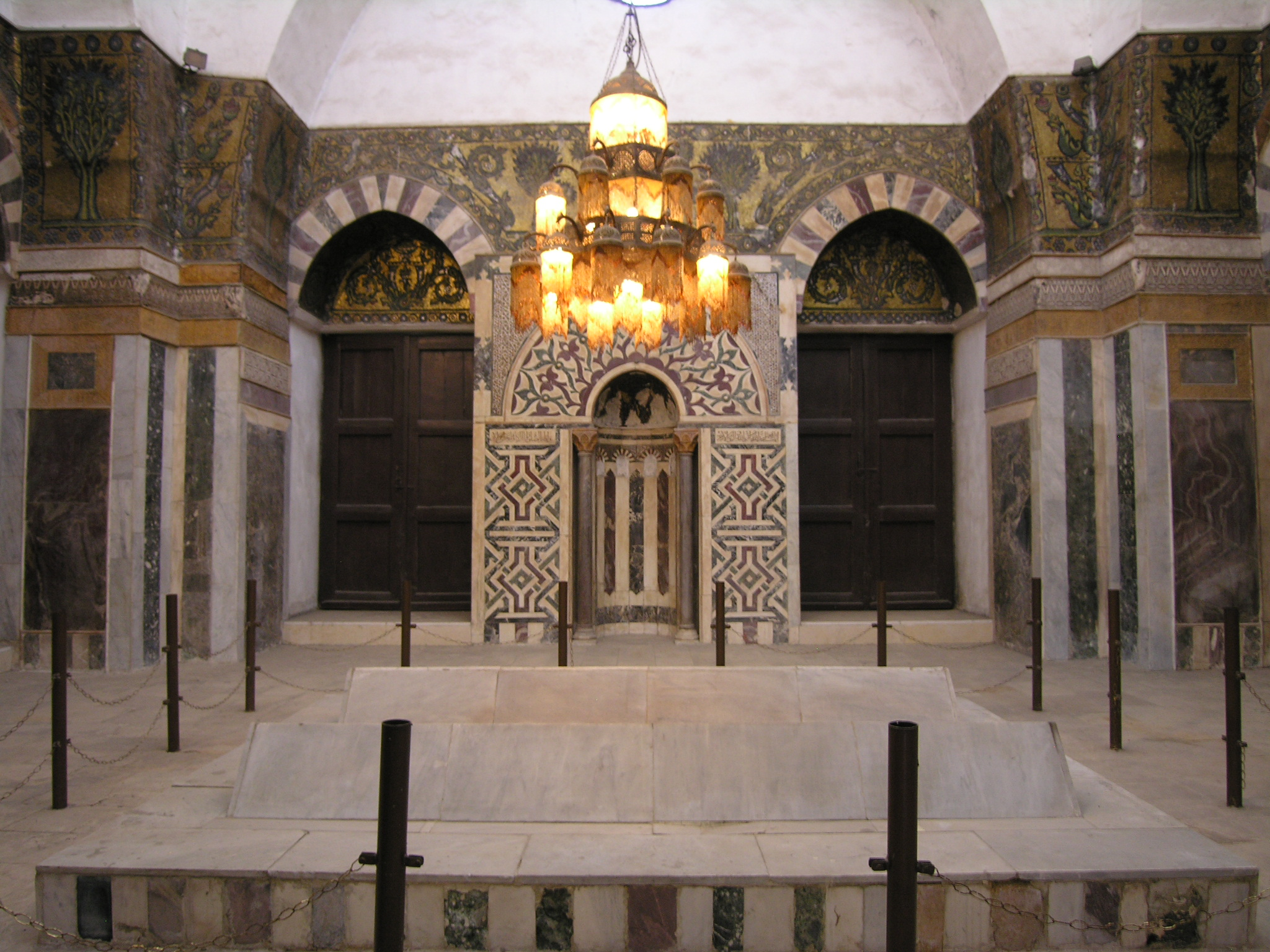
Interno della madrasa al-Zahiriyya di Damasco fondata nel 1277

Anche nel mondo medievale islamico si assistette ad un processo di istituzione di "università" con molti punti in comune con quanto avvenne in Europa, anche se questo si verificò più precocemente presso gli Abbasidi. Infatti, già a partire dal IX secolo, in un periodo in cui la cultura e l'economia musulmana conobbero una formidabile crescita (epoca d'oro islamica), si iniziò ad abbandonare il classico sistema di istruzione informale e individualistico a favore di metodi più strutturati. Il filosofo arabo al-Fārābī elencò una lunga serie di materie che dovevano essere insegnate nelle scuole superiori (tra cui, logica, aritmetica, ottica, astrologia, geometria, metafisica, teologia), rendendo necessaria la disponibilità di professori capaci e locali adeguati, non potendo più essere sufficiente la moschea.
Ad ogni modo, è solo a partire dall'XI secolo che fu istituita la prima madrasa, ovvero una struttura d'insegnamento a carattere privatistico, «un edificio utilizzato per le attività didattiche e come residenza di insegnanti e studenti, solitamente fornito di una biblioteca. Inoltre le madrasa erano dotate di fonti di redditi permanenti, come terre e proprietà urbane fruttifere, assegnate in perpetuo. Con i proventi di questi waqf, il donatore poteva preservarlo dalla frammentazione dovuta alle leggi successorie e nominare amministratori i propri eredi». Alle madrase non mancarono, tuttavia, sovvenzioni più o meno generose da parte dal potere califfale o governatorale, oltre alla pretesa del potere religioso di sindacare il livello di competenza del suo insegnamento.

### Esplicative
1. ↑  È noto che il diritto romano venisse insegnato anche in Inghilterra presso l'Università di Oxford dal giurista Vacario benché oltremanica il sistema giuridico utilizzato in pratica fosse quello detto di common law e non quello di diritto comune tipico dell'Europa continentale. In Padoa-Schioppa, 2007, pp. 233-234.
2. ↑  Vi è un dibattito tra gli storici tra coloro che sono contrari o favorevoli all'accostamento tra il sistema di istruzione in vigore nel periodo classico dell'Islam (VII-XI secolo all'incirca) con il sistema universitario cristiano-occidentale. Si veda ad esempio Philip Khuri Hitti, Storia degli Arabi (ed. orig. History of the Arabs, Londra, Macmillan & Co. Ltd, 1964), Firenze, la Nuova Italia, 1966, p. 468, che cita in sostegno di questa tesi anche Reuben Levy, A Baghdad Chronicle, Cambridge, CUP, 1929, p. 193, affermando: ... «Sembra acquisito che alcuni particolari della sua organizzazione siano stati copiati dalle prime università europee».
3. ↑  Secondo Abū Shāma «lo Stato esercita una supervisione sull'insegnamento, come quello della Niẓāmiyya, per cui deve essere ottenuta l'autorizzazione del Califfo prima che un posto d'insegnamento sia occupato». In Tritton, 1957, p. 91.

### Bibliografiche
1. ↑   università, in Treccani.it – Vocabolario Treccani on line, Roma, Istituto dell'Enciclopedia Italiana.
2. 1 2 3   Università, in Treccani.it – Enciclopedie on line, Roma, Istituto dell'Enciclopedia Italiana..
3. 1 2  Gilson, 2011, pp. 446-447.
4. ↑  Verger, 1991, p. 66.
5. ↑   Studium generale, in Treccani.it – Enciclopedie on line, Roma, Istituto dell'Enciclopedia Italiana.
6. ↑  Verger, 1991, pp. 33-34.
7. ↑  Verger, 1991, p. 34.
8. ↑  Verger, 1991, pp. 34-35.
9. ↑  Verger, 1991, p. 35.
10. ↑  Verger, 1991, pp. 35-36.
11. ↑  Verger, 1991, p. 36.
12. ↑  Verger, 1991, pp. 38-40.
13. ↑  Verger, 1991, p. 41.
14. ↑  Verger, 1991, pp. 42-43.
15. ↑  Verger, 1991, pp. 44-45.
16. ↑   Habita, in Treccani.it – Enciclopedie on line, Roma, Istituto dell'Enciclopedia Italiana.
17. ↑   Carla Frova (a cura di), L'autentica «Habita» di Federico Barbarossa, in Istruzione e educazione nel Medioevo, Mondi medievali, 1973-2005. URL consultato il 18 ottobre 2015 (archiviato dall'url originale il 1º marzo 2016).
18. ↑  Frova, 1973, pp. 29, 125.
19. ↑  Verger, 1991, pp. 36-37.
20. ↑  Verger, 1991, pp. 44-46.
21. ↑  Rashdall, 1895, pp. 17-18.
22. ↑  Frova, 1973, p. 123.
23. ↑  Riché e Verger, 2011, p. 165.
24. ↑  Verger, 1991, p. 47.
25. ↑  Verger, 1991, p. 49.
26. ↑  Verger, 1991, p. 50.
27. 1 2  Verger, 1991, p. 62.
28. ↑  Verger, 1991, pp. 56-57.
29. ↑  Verger, 1991, p. 57.
30. ↑  Verger, 1991, pp. 58-59.
31. ↑  Riché e Verger, 2011, p. 164.
32. ↑  Verger, 1991, pp. 60-61.
33. ↑  Verger, 1991, p. 61.
34. ↑   Pietro Greco, Anno di grazia 1222, Padova si scopre città universitaria [collegamento interrotto], su ilbolive.unipd.it. URL consultato il 31 dicembre 2022.
35. ↑  Verger, 1991, pp. 62-63.
36. ↑  Verger, 1991, pp. 63-64.
37. 1 2  Rüegg, 1992, pp. 62-63.
38. ↑  Rüegg, 1992, p. 55.
39. ↑   Università, in Enciclopedia Italiana, Roma, Istituto dell'Enciclopedia Italiana.
40. ↑  Michel Richonnier, Mobilità studentesca, Il Libro dell'Anno 2007, Istituto dell'Enciclopedia italiana Treccani (2007)
41. ↑  Pellegrini, 2005, p. 75.
42. ↑   Sorbona, in Dizionario delle scienze fisiche, Roma, Istituto dell'Enciclopedia Italiana, 1996.
43. ↑  Frova, 1973, p. 124.
44. 1 2  Le Goff, 2008, pp. 94-95.
45. ↑  Verger, 1991, pp. 70-72.
46. ↑  (EN) Hannah Skoda, Medieval Violence: Physical Brutality in Northern France, 1270-1330, OUP Oxford, 21 febbraio 2013, ISBN 9780199670833 (archiviato dall'url originale il 15 maggio 2018). Ospitato su Google Books.
47. ↑  Rashdall, 1936, p. 360.
48. ↑  Verger, 1991, pp. 70, 72.
49. ↑  Le Goff, 2008, pp. 32-34.
50. ↑   Salvatore Battaglia, Goliardi, in Enciclopedia Italiana, vol. 17, Roma, Istituto dell'Enciclopedia Italiana, 1933. URL consultato il 1º luglio 2017.
51. ↑  Le Goff, 2008, pp. 36-37.
52. 1 2  Verger, 1997, pp. 96-97.
53. ↑  Verger, 1997, p. 46.
54. ↑  Le Goff, 2008, pp. 89-90.
55. ↑   Napoli, in Treccani.it – Enciclopedie on line, Roma, Istituto dell'Enciclopedia Italiana.
56. ↑  Verger, 1991, p. 43.
57. ↑  Padoa-Schioppa, 2007, p. 83.
58. ↑  Verger, 1991, pp. 52-53, 95.
59. ↑  Verger, 1991, pp. 53-54.
60. ↑  Le Goff, 2008, pp. 70-71.
61. ↑  Verger, 1991, p. 93.
62. ↑  Le Goff, 2008, p. 70.
63. ↑  Verger, 1991, pp. 50-51.
64. ↑  Le Goff, 2008, pp. 80-82.
65. 1 2  Verger, 1991, p. 78.
66. ↑  Verger, 1991, p. 79.
67. ↑  Le Goff, 2008, p. 82.
68. 1 2 3 4   Scolastica, in Enciclopedia Italiana, Roma, Istituto dell'Enciclopedia Italiana.
69. 1 2  Le Goff, 2008, p. 83.
70. ↑  Le Goff, 2008, pp. 84-85.
71. ↑  Le Goff, 2008, p. 84.
72. ↑   Scolastica, in Treccani.it – Enciclopedie on line, Roma, Istituto dell'Enciclopedia Italiana.
73. ↑  Le Goff, 2008, pp. 85-87.
74. ↑  Verger, 1991, pp. 84-85.
75. ↑  Verger, 1991, pp. 90-92.
76. ↑  Le Goff, 2008, p. 77.
77. ↑  Le Goff, 2008, pp. 77-78.
78. ↑  Verger, 1991, pp. 86-87.
79. ↑  Verger, 1991, pp. 65-66.
80. 1 2  Verger, 1991, p. 67.
81. ↑  Verger, 1991, p. 68.
82. ↑  Verger, 1991, pp. 68-69.
83. ↑  Verger, 1991, p. 69.
84. ↑  (EN) A. Giesysztor, University Buildings, in W. Ruegg (a cura di), Universities in the Middle Ages, A History of the University In Europe, vol. 1, parte II, Cambridge University Press, 1992,  p. 136.
85. ↑  Verger, 1991, pp. 69-70.
86. ↑  Verger, 1991, p. 73.
87. ↑  Verger, 1991, pp. 76-77.
88. ↑  Verger, 1991, p. 77.
89. 1 2  Verger, 1991, p. 74.
90. ↑  Verger, 1991, pp. 74-75.
91. 1 2  Verger, 1991, pp. 80-81.
92. ↑   Baccelliere, in Treccani.it – Enciclopedie on line, Roma, Istituto dell'Enciclopedia Italiana.
93. ↑  Le Goff, 2008, pp. 75-76.
94. ↑  Le Goff, 2008, p. 76.
95. ↑  Verger, 1991, p. 81.
96. ↑  Kemp, 2013, p. 1.
97. ↑  Riché e Verger, 2011, pp. 158-159.
98. ↑  Cardini e Fumagalli Beonio Brocchieri, 1991, p. 97.
99. ↑  Riché e Verger, 2011, pp. 199-201.
100. ↑  Le Goff, 2008, p. 92.
101. ↑  Verger, 1991, pp. 97-98.
102. ↑  Le Goff, 2008, p. 93.
103. ↑  Verger, 1991, p. 98.
104. 1 2  Le Goff, 2008, p. 95.
105. ↑  Le Goff, 2008, pp. 92-94.
106. ↑  Verger, 1991, pp. 100-101.
107. ↑  Verger, 1991, p. 101.
108. ↑   Francescanesimo, in Enciclopedia dell'arte medievale, Roma, Istituto dell'Enciclopedia Italiana, 1991-2000..
109. ↑   Papa Innocenzo IV, in Dizionario biografico degli italiani, Roma, Istituto dell'Enciclopedia Italiana.
110. 1 2  Verger, 1991, p. 94.
111. 1 2  Le Goff, 2008, pp. 93-94.
112. ↑   Papa Alessandro IV, in Dizionario biografico degli italiani, Roma, Istituto dell'Enciclopedia Italiana.
113. ↑  Verger, 1991, p. 103.
114. ↑  Martina, 1993, p. 107.
115. 1 2  Verger, 1991, p. 117.
116. ↑  Verger, 1991, pp. 125-126.
117. ↑  Verger, 1991, pp. 126-127.
118. ↑  Verger, 1991, p. 128.
119. ↑  Riché e Verger, 2011, pp. 199-200.
120. ↑  Riché e Verger, 2011, p. 201.
121. ↑  Riché e Verger, 2011, p. 205.
122. ↑  Riché e Verger, 2011, p. 204.
123. ↑  Riché e Verger, 2011, p. 208.
124. ↑  Riché e Verger, 2011, pp. 208, 211.
125. ↑  Nasr, 1977, pp. 52-53.
126. ↑  Tritton, 1957, p. 91.